# Liste der Auszeichnungen von Beyoncé

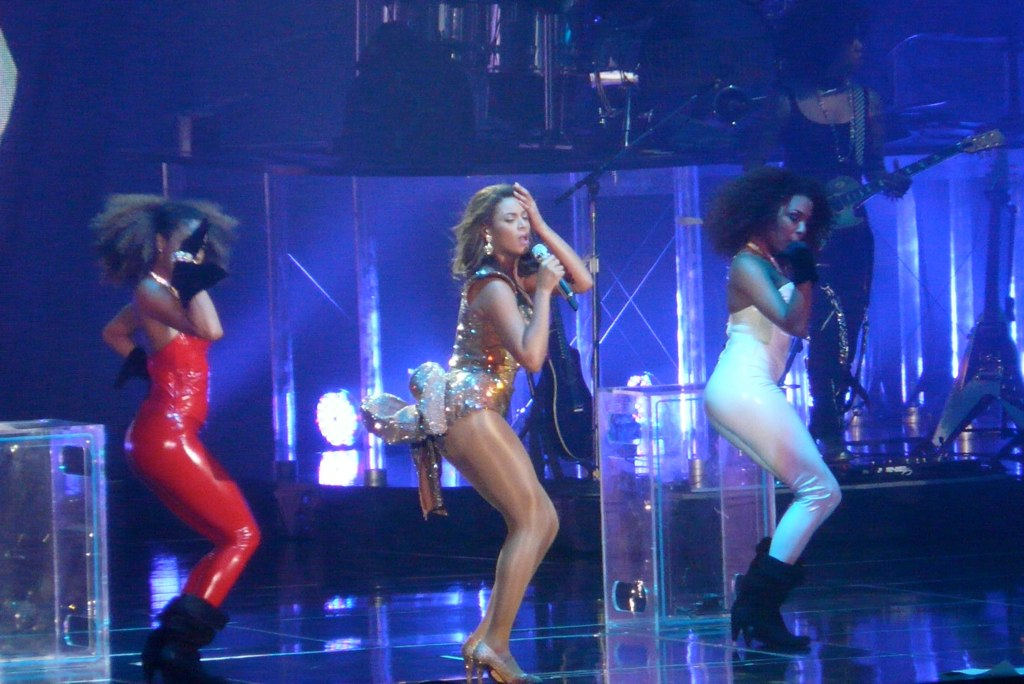
Beyoncé Knowles (Mitte), 2009

Dies ist eine Liste der Auszeichnungen der US-amerikanischen R&B/Pop/Soul-Sängerin Beyoncé Knowles. Mit insgesamt 32 Auszeichnungen und 88 Nominierungen bei den Grammy Award für ihre Musik (einschließlich Destiny’s Child und The Carters) ist sie die am häufigsten ausgezeichnete und nominierte Künstlerin (gemeinsam mit ihrem Ehemann Jay-Z) in der Geschichte der Grammys. Des Weiteren erhielt sie unter anderem den ASCAP Pop Songwriter Award, wobei sie die zweite Frau überhaupt war, die diese Auszeichnung erhielt. Zudem ist Beyoncé derzeit mit 25 Auszeichnungen die am häufigsten ausgezeichnete Künstlerin bei den MTV Video Music Awards und mit 33 Auszeichnungen auch Rekordhalterin bei den BET Awards.
Außerdem bekam sie mehrere Brit Awards, MTV Europe Music Awards, MTV Video Music Awards und einen NAACP Image Award der National Association for the Advancement of Colored People. Seit 2007 wurde sie für drei Golden Globes nominiert.

## Film- und Fernsehpreise

### African-American Film Critics Association
| Jahr | Ausgezeichnet / Nominiert für | Award                                    | Resultat | Ref.  |
| ---- | ----------------------------- | ---------------------------------------- | -------- | ----- |
| 2016 | Lemonade                      | Best TV Show – Special or Limited Series | Gewonnen | [ 1 ] |

### African Entertainment Awards USA
| Jahr | Ausgezeichnet / Nominiert für             | Award              | Resultat  | Ref.  |
| ---- | ----------------------------------------- | ------------------ | --------- | ----- |
| 2020 | Already (mit Shatta Wale und Major Lazer) | Best Collaboration | Gewonnen  | [ 2 ] |
| 2020 | Already (mit Shatta Wale und Major Lazer) | Song of the Year   | Nominiert | [ 2 ] |

### AICE Awards
Die AICE Awards werden von der Association of Independent Creative Editors vergeben. Dabei handelt es sich um einen Berufsverband für Editoren aus den Vereinigten Staaten und Toronto.
| Jahr | Ausgezeichnet / Nominiert für                                       | Award                           | Resultat  | Ref.  |
| ---- | ------------------------------------------------------------------- | ------------------------------- | --------- | ----- |
| 2014 | Mine (feat. Drake)                                                  | Best Music Video                | Nominiert | [ 3 ] |
| 2016 | Formation                                                           | Best Music Video                | Gewonnen  | [ 4 ] |
| 2017 | Hold Up                                                             | Best Color Grading: Music Video | Nominiert | [ 5 ] |
| 2019 | Apeshit (feat. Jay-Z)                                               | Best Color Grading: Music Video | Gewonnen  | [ 6 ] |
| 2021 | Brown Skin Girl (Beyoncé, Saint Jhn & Wizkid feat. Blue Ivy Carter) | Best Color Grading: Music Video | Gewonnen  | [ 7 ] |

### ASCAP Film & Television Music Awards
| Jahr | Ausgezeichnet / Nominiert für                                                                     | Award                                   | Resultat | Ref.  |
| ---- | ------------------------------------------------------------------------------------------------- | --------------------------------------- | -------- | ----- |
| 2001 | Independent Women Part I (als Teil von Destiny’s Child) (Film: 3 Engel für Charlie – Volle Power) | Most Performed Song in a Motion Picture | Gewonnen | [ 8 ] |

### Australian Cinematographers Society
| Jahr | Ausgezeichnet / Nominiert für | Award           | Resultat | Ref.  |
| ---- | ----------------------------- | --------------- | -------- | ----- |
| 2014 | Mine (feat. Drake)            | Best Music Clip | Gold     | [ 9 ] |

### Black Reel Awards
| Jahr | Ausgezeichnet / Nominiert für                                                          | Award                                         | Resultat  | Ref.   |
| ---- | -------------------------------------------------------------------------------------- | --------------------------------------------- | --------- | ------ |
| 2001 | Independent Women Part I (als Teil von Destiny’s Child) (Film: Drei Engel für Charlie) | Outstanding Original Song                     | Nominiert | [ 10 ] |
| 2003 | Work It Out (Film: Austin Powers in Goldständer)                                       | Outstanding Original Song                     | Nominiert | [ 11 ] |
| 2003 | Austin Powers in Goldmember                                                            | Best Breakthrough Performance                 | Gewonnen  | [ 11 ] |
| 2004 | He Still Loves Me (feat. Walter Williams)(Film:Fighting Temptations)                   | Outstanding Original Song                     | Gewonnen  | [ 12 ] |
| 2004 | The Fighting Temptations                                                               | Outstanding Original Soundtrack               | Gewonnen  | [ 12 ] |
| 2004 | The Fighting Temptations                                                               | Outstanding Actress                           | Nominiert | [ 12 ] |
| 2007 | Dreamgirls                                                                             | Outstanding Actress                           | Nominiert | [ 13 ] |
| 2007 | Listen (Film: Dreamgirls)                                                              | Outstanding Original Song                     | Nominiert | [ 13 ] |
| 2007 | Dreamgirls: Music from the Motion Picture                                              | Outstanding Original Soundtrack               | Gewonnen  | [ 13 ] |
| 2014 | Epic                                                                                   | Outstanding Voice Performance                 | Nominiert | [ 14 ] |
| 2015 | On the Run Tour: Beyoncé & Jay-Z                                                       | Outstanding Television Documentary or Special | Nominiert | [ 15 ] |
| 2017 | Beyoncé: Lemonade                                                                      | Outstanding Television Documentary or Special | Gewonnen  | [ 16 ] |
| 2019 | Homecoming                                                                             | Outstanding Television Documentary or Special | Nominiert | [ 17 ] |
| 2020 | Spirit (Film: Der König der Löwen)                                                     | Outstanding Original Song                     | Nominiert | [ 18 ] |

### CamerimageAwards
| Jahr | Ausgezeichnet / Nominiert für | Award                                | Resultat  | Ref.   |
| ---- | ----------------------------- | ------------------------------------ | --------- | ------ |
| 2018 | Apeshit (feat. Jay-Z)         | Best Music Video                     | Nominiert | [ 19 ] |
| 2018 | Apeshit (feat. Jay-Z)         | Best Cinematography in a Music Video | Nominiert | [ 19 ] |

### Cannes Lions International Festival of Creativity
| Jahr | Ausgezeichnet / Nominiert für                                       | Award                     | Resultat | Ref.   |
| ---- | ------------------------------------------------------------------- | ------------------------- | -------- | ------ |
| 2016 | Formation                                                           | Excellence in Music Video | Gold     | [ 20 ] |
| 2016 | Runnin' (Lose It All) (Naughty Boy feat. Beyoncé & Arrow Benjamin)  | Excellence in Music Video | Bronze   | [ 20 ] |
| 2021 | Brown Skin Girl (Beyoncé, Saint Jhn & Wizkid feat. Blue Ivy Carter) | Excellence in Music Video | Gold     | [ 21 ] |

### Capri Hollywood International Film Festival
| Jahr | Ausgezeichnet / Nominiert für      | Award              | Resultat | Ref.   |
| ---- | ---------------------------------- | ------------------ | -------- | ------ |
| 2020 | Spirit (Film: Der König der Löwen) | Best Original Song | Gewonnen | [ 22 ] |

### Cinema Eye Honors
| Jahr | Ausgezeichnet / Nominiert für | Award          | Resultat  | Ref.   |
| ---- | ----------------------------- | -------------- | --------- | ------ |
| 2019 | Homecoming                    | Broadcast Film | Nominiert | [ 23 ] |

### Critics’ Choice Movie Awards
| Jahr | Ausgezeichnet / Nominiert für             | Award                    | Resultat  | Ref.   |
| ---- | ----------------------------------------- | ------------------------ | --------- | ------ |
| 2006 | Listen (Film: Dreamgirls)                 | Best Song                | Gewonnen  | [ 24 ] |
| 2006 | Dreamgirls: Music from the Motion Picture | Best Original Soundtrack | Gewonnen  | [ 24 ] |
| 2006 | Dreamgirls                                | Best Acting Ensemble     | Nominiert | [ 24 ] |
| 2020 | Spirit (Film: Der König der Löwen)        | Best Song                | Nominiert | [ 25 ] |

### Dorian Awards
| Jahr | Ausgezeichnet / Nominiert für                            | Award                              | Resultat  | Ref.   |
| ---- | -------------------------------------------------------- | ---------------------------------- | --------- | ------ |
| 2015 | Beyoncé’s 2014 MTV Video Music Awards Medley Performance | TV Musical Performance of the Year | Nominiert | [ 26 ] |
| 2015 | Beyoncé’s 2016 MTV Video Music Awards Medley Performance | TV Musical Performance of the Year | Nominiert | [ 27 ] |
| 2015 | Beyoncé Knowles                                          | Wilde Artist of the Year           | Nominiert | [ 27 ] |

### Emmy Awards
| Jahr | Ausgezeichnet / Nominiert für                   | Award                                                      | Resultat  | Ref.   |
| ---- | ----------------------------------------------- | ---------------------------------------------------------- | --------- | ------ |
| 2013 | Super Bowl XLVII Halftime Show Starring Beyoncé | Outstanding Short-Format Live-Action Entertainment Program | Nominiert | [ 28 ] |
| 2015 | On the Run Tour: Beyoncé and Jay-Z              | Outstanding Special Class Program                          | Nominiert | [ 28 ] |
| 2016 | Beyoncé: Lemonade                               | Outstanding Variety, Music, or Comedy Special              | Nominiert | [ 28 ] |
| 2016 | Beyoncé: Lemonade                               | Outstanding Directing for a Variety Special                | Nominiert | [ 28 ] |
| 2019 | Homecoming: A Film by Beyoncé                   | Outstanding Variety Special (Pre-Recorded)                 | Nominiert | [ 28 ] |
| 2019 | Homecoming: A Film by Beyoncé                   | Outstanding Directing for a Variety Special                | Nominiert | [ 28 ] |
| 2019 | Homecoming: A Film by Beyoncé                   | Outstanding Music Direction                                | Nominiert | [ 28 ] |
| 2019 | Homecoming: A Film by Beyoncé                   | Outstanding Writing for a Variety Special                  | Nominiert | [ 28 ] |

### Golden Globe Awards
| Jahr | Ausgezeichnet / Nominiert für               | Award                                           | Resultat  | Ref.   |
| ---- | ------------------------------------------- | ----------------------------------------------- | --------- | ------ |
| 2007 | Dreamgirls                                  | Best Actress – Motion Picture Comedy or Musical | Nominiert | [ 29 ] |
| 2007 | Listen (Film: Dreamgirls)                   | Best Original Song                              | Nominiert | [ 29 ] |
| 2009 | Once in a Lifetime (Film: Cadillac Records) | Best Original Song                              | Nominiert | [ 30 ] |
| 2020 | Spirit (Film: Der König der Löwen)          | Best Original Song                              | Nominiert | [ 31 ] |

### Goldene Himbeere
| Jahr | Ausgezeichnet / Nominiert für | Award         | Resultat  | Ref.   |
| ---- | ----------------------------- | ------------- | --------- | ------ |
| 2009 | Obsessed                      | Worst Actress | Nominiert | [ 32 ] |

### Grierson Awards
| Jahr | Ausgezeichnet / Nominiert für | Award                          | Resultat  | Ref.   |
| ---- | ----------------------------- | ------------------------------ | --------- | ------ |
| 2019 | Homecoming: A Film by Beyoncé | Best Arts or Music Documentary | Shortlist | [ 33 ] |

### Hawaii Film Critics Society Awards
| Jahr | Ausgezeichnet / Nominiert für      | Award              | Resultat  | Ref.   |
| ---- | ---------------------------------- | ------------------ | --------- | ------ |
| 2020 | Spirit (Film: Der König der Löwen) | Best Original Song | Nominiert | [ 34 ] |

### Hollywood Music in Media Awards
| Jahr | Ausgezeichnet / Nominiert für      | Award              | Resultat  | Ref.   |
| ---- | ---------------------------------- | ------------------ | --------- | ------ |
| 2019 | Spirit (Film: Der König der Löwen) | Best Original Song | Nominiert | [ 35 ] |

### IDA Documentary Awards
| Jahr | Ausgezeichnet / Nominiert für | Award                  | Resultat | Ref.   |
| ---- | ----------------------------- | ---------------------- | -------- | ------ |
| 2019 | Homecoming                    | Best Music Documentary | Gewonnen | [ 36 ] |

### MTV Movie & TV Awards
| Jahr | Ausgezeichnet / Nominiert für                                       | Award                         | Resultat  | Ref. |
| ---- | ------------------------------------------------------------------- | ----------------------------- | --------- | ---- |
| 2003 | Austin Powers in Goldständer                                        | Best Breakthrough Performance | Nominiert |      |
| 2006 | Der rosarote Panther                                                | SexiestPerformance            | Nominiert |      |
| 2007 | Dreamgirls                                                          | Best Breakthrough Performance | Nominiert |      |
| 2010 | Obsessed                                                            | Best Fight                    | Gewonnen  |      |
| 2017 | Lip Sync Battle                                                     | Trending Award                | Gewonnen  |      |
| 2021 | Brown Skin Girl (Beyoncé, Saint Jhn & Wizkid feat. Blue Ivy Carter) | Best Musical Moment           | Nominiert |      |

### National Film Awards UK
| Jahr | Ausgezeichnet / Nominiert für | Award                                 | Resultat  | Ref.   |
| ---- | ----------------------------- | ------------------------------------- | --------- | ------ |
| 2019 | The Lion King                 | Best Performance in an Animated Movie | Gewonnen  | [ 37 ] |
| 2019 | Homecoming: A Film by Beyoncé | Best Documentary                      | Nominiert | [ 37 ] |

### Online Film Critics Society
| Jahr | Ausgezeichnet / Nominiert für | Award                        | Resultat | Ref.   |
| ---- | ----------------------------- | ---------------------------- | -------- | ------ |
| 2020 | Homecoming: A Film by Beyoncé | Best Non-Theatrical Releases | Gewonnen | [ 38 ] |

### Oscar
| Jahr | Ausgezeichnet / Nominiert für | Award       | Resultat  | Ref.   |
| ---- | ----------------------------- | ----------- | --------- | ------ |
| 2022 | Be Alive                      | Bester Song | Nominiert | [ 39 ] |

### Peabody Award
| Jahr | Ausgezeichnet / Nominiert für | Award         | Resultat | Ref.   |
| ---- | ----------------------------- | ------------- | -------- | ------ |
| 2004 | Lemonade                      | Entertainment | Gewonnen | [ 40 ] |

### Satellite Awards
| Jahr | Ausgezeichnet / Nominiert für | Award                                           | Resultat  | Ref.   |
| ---- | ----------------------------- | ----------------------------------------------- | --------- | ------ |
| 2003 | Work It Out                   | Best Original Song                              | Nominiert | [ 41 ] |
| 2006 | Dreamgirls                    | Best Actress – Motion Picture Musical or Comedy | Nominiert | [ 42 ] |
| 2006 | Listen                        | Best Original Song                              | Nominiert | [ 42 ] |
| 2008 | Cadillac Records              | Best Supporting Actress – Musical or Comedy     | Nominiert | [ 43 ] |
| 2019 | Spirit                        | Best Original Song                              | Nominiert | [ 44 ] |

### Screen Actors Guild
| Jahr | Ausgezeichnet / Nominiert für | Award                                | Resultat  | Ref.   |
| ---- | ----------------------------- | ------------------------------------ | --------- | ------ |
| 2006 | Der Cast von Dreamgirls       | Outstanding Cast in a Motion Picture | Nominiert | [ 45 ] |

## Musik

### 4MusicVideo Honours
| Jahr | Ausgezeichnet / Nominiert für | Award                    | Resultat  | Ref.   |
| ---- | ----------------------------- | ------------------------ | --------- | ------ |
| 2009 | Beyonce Knowles               | World's Greatest Popstar | Gewonnen  | [ 46 ] |
| 2011 | Best Thing I Never Had        | Best Video               | Nominiert | [ 47 ] |
| 2011 | Run the World (Girls)         | Best Video               | Nominiert | [ 47 ] |
| 2013 | Beyonce Knowles               | Style King/Queen         | Gewonnen  | [ 48 ] |

### American Music Award, USA
Knowles wurde bisher mit 14 AMAs (American Music Award) ausgezeichnet; darunter der International Artist Award. Sie war die erste weibliche und insgesamt jüngste Künstlerin, die mit diesem Preis geehrt wurde.
| Jahr | Ausgezeichnet / Nominiert für                      | Award                            | Resultat  | Ref.   |
| ---- | -------------------------------------------------- | -------------------------------- | --------- | ------ |
| 2001 | Destiny’s Child                                    | Artist of the Year               | Nominiert | [ 49 ] |
| 2001 | Destiny’s Child                                    | Favorite Soul/R&B Band/Duo/Group | Gewonnen  | [ 49 ] |
| 2001 | The Writing’s on the Wall (mit Destiny’s Child)    | Favorite Soul/R&B Album          | Nominiert | [ 49 ] |
| 2002 | Destiny’s Child                                    | Artist of the Year               | Nominiert | [ 50 ] |
| 2002 | Destiny’s Child                                    | Favorite Soul/R&B Band/Duo/Group | Gewonnen  | [ 50 ] |
| 2002 | Survivor (mit Destiny’s Child)                     | Favorite Soul/R&B Album          | Gewonnen  | [ 50 ] |
| 2003 | Beyoncé Knowles                                    | Favorite Soul/R&B Female Artist  | Nominiert | [ 51 ] |
| 2003 | Beyoncé Knowles                                    | Fan's Choice Awards              | Nominiert | [ 51 ] |
| 2003 | Dangerously in Love                                | Favorite Soul/R&B Album          | Nominiert | [ 51 ] |
| 2004 | Beyoncé Knowles                                    | Favorite Soul/R&B Female Artist  | Nominiert | [ 52 ] |
| 2005 | Destiny’s Child                                    | Favorite Soul/R&B Band/Duo/Group | Gewonnen  | [ 53 ] |
| 2005 | Destiny Fulfilled (mit Destiny’s Child)            | Favorite Soul/R&B Album          | Gewonnen  | [ 53 ] |
| 2006 | Beyoncé Knowles                                    | Artist of the Year               | Nominiert | [ 54 ] |
| 2007 | Beyoncé Knowles                                    | International Artist Award       | Gewonnen  | [ 55 ] |
| 2007 | Beyoncé Knowles                                    | Favorite Pop/Rock Female Artist  | Nominiert | [ 55 ] |
| 2007 | Beyoncé Knowles                                    | Favorite Soul/R&B Female Artist  | Nominiert | [ 55 ] |
| 2007 | B’Day                                              | Favorite Soul/R&B Album          | Nominiert | [ 55 ] |
| 2007 | Dreamgirls: Music from the Motion Picture          | Favorite Soundtrack              | Nominiert | [ 55 ] |
| 2009 | Beyoncé Knowles                                    | Favorite Pop/Rock Female Artist  | Nominiert | [ 56 ] |
| 2009 | Beyoncé Knowles                                    | Favorite Soul/R&B Female Artist  | Gewonnen  | [ 56 ] |
| 2009 | I Am … Sasha Fierce                                | Favorite Soul/R&B Album          | Nominiert | [ 56 ] |
| 2011 | Beyoncé Knowles                                    | Favorite Soul/R&B Female Artist  | Gewonnen  | [ 57 ] |
| 2011 | 4                                                  | Favorite Soul/R&B Album          | Nominiert | [ 57 ] |
| 2012 | Beyoncé Knowles                                    | Favorite Soul/R&B Female Artist  | Gewonnen  | [ 58 ] |
| 2014 | Beyoncé Knowles                                    | Artist of the Year               | Nominiert | [ 59 ] |
| 2014 | Beyoncé Knowles                                    | Favorite Soul/R&B Female Artist  | Gewonnen  | [ 59 ] |
| 2014 | Beyoncé                                            | Favorite Soul/R&B Album          | Gewonnen  | [ 59 ] |
| 2015 | Beyoncé Knowles                                    | Favorite Soul/R&B Female Artist  | Nominiert | [ 60 ] |
| 2016 | Beyoncé Knowles                                    | Favorite Soul/R&B Female Artist  | Nominiert | [ 61 ] |
| 2016 | The Formation World Tour                           | Tour of the Year                 | Gewonnen  | [ 61 ] |
| 2016 | Lemonade                                           | Favorite Soul/R&B Album          | Nominiert | [ 61 ] |
| 2017 | Beyoncé Knowles                                    | Favorite Soul/R&B Female Artist  | Gewonnen  | [ 62 ] |
| 2018 | On the Run II Tour (mit Jay-Z)                     | Tour of the Year                 | Nominiert | [ 63 ] |
| 2019 | Beyoncé Knowles                                    | Favorite Soul/R&B Female Artist  | Gewonnen  | [ 64 ] |
| 2020 | Savage (Remix) (Megan Thee Stallion feat. Beyoncé) | Collaboration of the Year        | Nominiert | [ 65 ] |

### All Africa Music Awards
| Jahr | Ausgezeichnet / Nominiert für                                       | Award              | Resultat  | Ref.   |
| ---- | ------------------------------------------------------------------- | ------------------ | --------- | ------ |
| 2019 | Brown Skin Girl (Beyoncé, Saint Jhn & Wizkid feat. Blue Ivy Carter) | Best Collaboration | Nominiert | [ 66 ] |
| 2020 | Already (mit Shatta Wale und Major Lazer)                           | Best Collaboration | Gewonnen  | [ 67 ] |

### Apple Music Awards
| Jahr | Ausgezeichnet / Nominiert für | Award                   | Resultat | Ref.   |
| ---- | ----------------------------- | ----------------------- | -------- | ------ |
| 2014 | Beyoncé Knowles               | Best Artist of the Year | Gewonnen | [ 68 ] |

### ARIA Music Awards
| Jahr | Ausgezeichnet / Nominiert für | Award                     | Resultat  | Ref.   |
| ---- | ----------------------------- | ------------------------- | --------- | ------ |
| 2014 | Beyoncé Knowles               | Best International Artist | Nominiert | [ 69 ] |
| 2016 | Beyoncé Knowles               | Best International Artist | Nominiert | [ 70 ] |

### ASCAP Latin Awards
| Jahr | Ausgezeichnet / Nominiert für                     | Award                      | Resultat | Ref.   |
| ---- | ------------------------------------------------- | -------------------------- | -------- | ------ |
| 2018 | Mi gente (J Balvin & Willy William feat. Beyoncé) | Most Performed Urban Songs | Gewonnen | [ 71 ] |

### ASCAP Pop Music Awards
| Jahr | Ausgezeichnet / Nominiert für                      | Award                  | Resultat | Ref.   |
| ---- | -------------------------------------------------- | ---------------------- | -------- | ------ |
| 2000 | Say My Name (mit Destiny’s Child)                  | Most Performed Songs   | Gewonnen | [ 72 ] |
| 2001 | Beyoncé Knowles                                    | Songwriter of the Year | Gewonnen | [ 73 ] |
| 2001 | Independent Woman Part 1 (mit Destiny’s Child)     | Most Performed Songs   | Gewonnen | [ 73 ] |
| 2001 | Jumpin’, Jumpin’ (mit Destiny’s Child)             | Most Performed Songs   | Gewonnen | [ 73 ] |
| 2001 | Survivor (mit Destiny’s Child)                     | Most Performed Songs   | Gewonnen | [ 73 ] |
| 2004 | Crazy in Love (mit Jay-Z)                          | Most Performed Songs   | Gewonnen | [ 74 ] |
| 2005 | Baby Boy (mit Sean Paul)                           | Most Performed Songs   | Gewonnen | [ 75 ] |
| 2005 | Me, Myself and I                                   | Most Performed Songs   | Gewonnen | [ 75 ] |
| 2005 | Naughty Girl                                       | Most Performed Songs   | Gewonnen | [ 75 ] |
| 2006 | Lose My Breath                                     | Most Performed Songs   | Gewonnen | [ 76 ] |
| 2006 | Soldier (feat. T.I. & Lil Wayne)                   | Most Performed Songs   | Gewonnen | [ 76 ] |
| 2007 | Check on It (feat. Bun B & Slim Thug)              | Most Performed Songs   | Gewonnen | [ 77 ] |
| 2007 | Grillz (Nelly feat. Paul Wall & Ali & Gipp)        | Most Performed Songs   | Gewonnen | [ 77 ] |
| 2008 | Irreplaceable                                      | Most Performed Songs   | Gewonnen | [ 78 ] |
| 2010 | Halo                                               | Most Performed Songs   | Gewonnen | [ 79 ] |
| 2010 | Single Ladies (Put a Ring on It)                   | Most Performed Songs   | Gewonnen | [ 79 ] |
| 2010 | Sweet Dreams                                       | Most Performed Songs   | Gewonnen | [ 79 ] |
| 2011 | Telephone (Lady Gaga feat. Beyonce)                | Most Performed Songs   | Gewonnen | [ 80 ] |
| 2015 | Drunk in Love (feat. Jay-Z)                        | Most Performed Songs   | Gewonnen | [ 81 ] |
| 2021 | Savage (Remix) (Megan Thee Stallion feat. Beyoncé) | Most Performed Songs   | Gewonnen | [ 82 ] |
| 2021 | Playing Games (Summer Walker feat. Bryson Tiller)  | Most Performed Songs   | Gewonnen | [ 82 ] |

### ASCAP PRS Award
| Jahr | Ausgezeichnet / Nominiert für | Award                | Resultat | Ref.   |
| ---- | ----------------------------- | -------------------- | -------- | ------ |
| 2008 | Irreplaceable                 | Most Performed Songs | Gewonnen | [ 83 ] |

### ASCAP Rhythm & Soul Music Awards
| Jahr | Ausgezeichnet / Nominiert für                           | Award                           | Resultat | Ref.   |
| ---- | ------------------------------------------------------- | ------------------------------- | -------- | ------ |
| 1999 | No, No, No (mit Destiny’s Child)                        | Award-winning R&B/Hip-Hop Songs | Gewonnen |        |
| 2000 | Bills, Bills, Bills (mit Destiny’s Child)               | Award-winning R&B/Hip-Hop Songs | Gewonnen |        |
| 2001 | Say My Name (mit Destiny’s Child)                       | Award-winning R&B/Hip-Hop Songs | Gewonnen |        |
| 2002 | Independent Women Part 1 (mit Destiny’s Child)          | Top Soundtrack Song of the Year | Gewonnen | [ 84 ] |
| 2004 | Crazy in Love (mit Jay-Z)                               | Award-winning R&B/Hip-Hop Songs | Gewonnen | [ 85 ] |
| 2004 | Baby Boy (feat. Sean Paul)                              | Award-winning R&B/Hip-Hop Songs | Gewonnen | [ 85 ] |
| 2005 | Me, Myself and I                                        | Award-winning R&B/Hip-Hop Songs | Gewonnen | [ 86 ] |
| 2006 | Cater 2 U                                               | Award-winning R&B/Hip-Hop Songs | Gewonnen | [ 87 ] |
| 2006 | Soldier                                                 | Award-winning R&B/Hip-Hop Songs | Gewonnen | [ 87 ] |
| 2007 | Check on It (feat. Bun B & Slim Thug)                   | Award-winning R&B/Hip-Hop Songs | Gewonnen | [ 88 ] |
| 2007 | Check on It (feat. Bun B & Slim Thug)                   | Soundtrack Song of the Year     | Gewonnen | [ 88 ] |
| 2007 | Grillz (Nelly feat. Paul Wall & Ali & Gipp)             | Award-winning R&B/Hip-Hop Songs | Gewonnen | [ 88 ] |
| 2007 | Grillz (Nelly feat. Paul Wall & Ali & Gipp)             | Award-winning Rap Songs         | Gewonnen | [ 88 ] |
| 2007 | Grillz (Nelly feat. Paul Wall & Ali & Gipp)             | Ringtone of the Year            | Gewonnen | [ 88 ] |
| 2008 | Get Me Bodied                                           | Award-winning R&B/Hip-Hop Songs | Gewonnen | [ 89 ] |
| 2008 | Irreplaceable                                           | Award-winning R&B/Hip-Hop Songs | Gewonnen | [ 89 ] |
| 2008 | Until the End of Time (Justin Timberlake feat. Beyoncé) | Award-winning R&B/Hip-Hop Songs | Gewonnen | [ 89 ] |
| 2010 | Diva                                                    | Award-winning R&B/Hip-Hop Songs | Gewonnen | [ 90 ] |
| 2010 | Ego                                                     | Award-winning R&B/Hip-Hop Songs | Gewonnen | [ 90 ] |
| 2010 | Single Ladies (Put a Ring on It)                        | Award-winning R&B/Hip-Hop Songs | Gewonnen | [ 90 ] |
| 2012 | Best Thing I Never Had                                  | Award-winning R&B/Hip-Hop Songs | Gewonnen | [ 91 ] |
| 2013 | Love on Top                                             | Top R&B/Hip-Hop Song            | Gewonnen | [ 92 ] |
| 2013 | Dance for You                                           | Award-winning R&B/Hip-Hop Songs | Gewonnen | [ 92 ] |
| 2013 | Party (feat. André 3000)                                | Award-winning R&B/Hip-Hop Songs | Gewonnen | [ 92 ] |
| 2015 | Drunk in Love (featuring Jay-Z)                         | Top R&B/Hip-Hop Song            | Gewonnen | [ 93 ] |
| 2015 | Flawless (feat. Chimamanda Ngozi Adichie)               | Award-winning R&B/Hip-Hop Songs | Gewonnen | [ 93 ] |
| 2015 | Partition                                               | Award-winning R&B/Hip-Hop Songs | Gewonnen | [ 93 ] |
| 2016 | 7/11                                                    | Award-winning R&B/Hip-Hop Songs | Gewonnen | [ 94 ] |
| 2016 | Feeling Myself (Nicki Minaj feat. Beyoncé)              | Award-winning R&B/Hip-Hop Songs | Gewonnen | [ 94 ] |
| 2017 | Hold Up                                                 | Award-winning R&B/Hip-Hop Songs | Gewonnen | [ 95 ] |
| 2017 | Formation                                               | Award-winning R&B/Hip-Hop Songs | Gewonnen | [ 95 ] |
| 2017 | Sorry                                                   | Award-winning R&B/Hip-Hop Songs | Gewonnen | [ 95 ] |
| 2018 | Shining (DJ Khaled feat, Beyoncé & Jay-Z)               | Award-winning R&B/Hip-Hop Songs | Gewonnen | [ 96 ] |
| 2019 | Apeshit (feat. Jay-Z)                                   | Award-winning R&B/Hip-Hop Songs | Gewonnen | [ 97 ] |
| 2020 | 24/7 (Meek Mill feat. Ella Mai)                         | Award-winning R&B/Hip-Hop Songs | Gewonnen | [ 98 ] |
| 2021 | Savage (Remix) (Megan Thee Stallion feat. Beyoncé)      | Award-winning R&B/Hip-Hop Songs | Gewonnen | [ 99 ] |
| 2021 | Playing Games (Summer Walker feat. Bryson Tiller)       | Award-winning R&B/Hip-Hop Songs | Gewonnen | [ 99 ] |

### BBC Music Awards
| Jahr | Ausgezeichnet / Nominiert für                                      | Award            | Resultat  | Ref.    |
| ---- | ------------------------------------------------------------------ | ---------------- | --------- | ------- |
| 2016 | Hymn for the Weekend (Coldplay feat. Beyoncé)                      | Song of the Year | Nominiert | [ 100 ] |
| 2016 | Runnin' (Lose It All) (Naughty Boy feat. Beyoncé & Arrow Benjamin) | Song of the Year | Nominiert | [ 100 ] |

### BBC Radio 1’s Teen Awards
| Jahr | Ausgezeichnet / Nominiert für | Award                    | Resultat  | Ref.    |
| ---- | ----------------------------- | ------------------------ | --------- | ------- |
| 2018 | Perfect Duet (mit Ed Sheeran) | Best Single              | Nominiert | [ 101 ] |
| 2018 | The Carters                   | Best International Group | Nominiert | [ 101 ] |

### BET Awards
| Jahr | Ausgezeichnet / Nominiert für                                       | Award                      | Resultat  | Ref.    |
| ---- | ------------------------------------------------------------------- | -------------------------- | --------- | ------- |
| 2001 | Independent Women Part I (Destiny’s Child)                          | Video of the Year          | Nominiert | [ 102 ] |
| 2001 | Independent Women Part I (Destiny’s Child)                          | Viewer’s Choice            | Nominiert | [ 102 ] |
| 2001 | Destiny’s Child                                                     | Best Group                 | Gewonnen  | [ 102 ] |
| 2002 | Destiny’s Child                                                     | Best Group                 | Nominiert | [ 103 ] |
| 2003 | ’03 Bonnie & Clyde (Jay-Z feat. Beyoncé)                            | Best Collaboration         | Nominiert | [ 104 ] |
| 2004 | Crazy in Love (mit Jay-Z)                                           | Video of the Year          | Nominiert | [ 105 ] |
| 2004 | Fighting Temptations                                                | Best Actress               | Nominiert | [ 105 ] |
| 2004 | Beyoncé Knowles                                                     | Best Female R&B Artist     | Gewonnen  | [ 105 ] |
| 2004 | Crazy in Love (mit Jay-Z)                                           | Best Collaboration         | Gewonnen  | [ 105 ] |
| 2004 | Crazy in Love (mit Jay-Z)                                           | Viewer's Choice Award      | Nominiert | [ 105 ] |
| 2005 | Destiny’s Child                                                     | Best Group                 | Gewonnen  | [ 106 ] |
| 2005 | Beyonce Knowles                                                     | Best Female R&B Artist     | Nominiert | [ 106 ] |
| 2005 | Soldier (featuring T.I. und Lil Wayne)                              | Best Collaboration         | Nominiert | [ 106 ] |
| 2005 | Soldier (featuring T.I. und Lil Wayne)                              | Viewer’s Choice Awards     | Nominiert | [ 106 ] |
| 2006 | Check on It (feat. Bun B & Slim Thug)                               | Video of the Year          | Nominiert | [ 107 ] |
| 2006 | Check on It (feat. Bun B & Slim Thug)                               | Best Collaboration         | Nominiert | [ 107 ] |
| 2006 | Destiny’s Child                                                     | Best Group                 | Nominiert | [ 107 ] |
| 2007 | Beyoncé Knowles                                                     | Best Female R&B Artist     | Gewonnen  | [ 108 ] |
| 2007 | Beautiful Liar (mit Shakira)                                        | Video of the Year          | Nominiert | [ 108 ] |
| 2007 | Irreplaceable                                                       | Video of the Year          | Gewonnen  | [ 108 ] |
| 2007 | Irreplaceable                                                       | Viewer’s Choice Awards     | Nominiert | [ 108 ] |
| 2007 | Déjà Vu (featuring Jay-Z)                                           | Best Collaboration         | Nominiert | [ 108 ] |
| 2007 | Upgrade U (featuring Jay-Z)                                         | Best Collaboration         | Nominiert | [ 108 ] |
| 2009 | If I Were a Boy                                                     | Video of the Year          | Nominiert | [ 109 ] |
| 2009 | Single Ladies (Put a Ring on It)                                    | Video of the Year          | Gewonnen  | [ 109 ] |
| 2009 | Cadillac Records & Obsessed                                         | Best Actress               | Nominiert | [ 109 ] |
| 2009 | Beyoncé Knowles                                                     | Best Female R&B Artist     | Gewonnen  | [ 109 ] |
| 2009 | Single Ladies (Put a Ring on It)                                    | Viewer’s Choice Award      | Nominiert | [ 109 ] |
| 2010 | Beyoncé Knowles                                                     | Best Female R&B Artist     | Nominiert | [ 110 ] |
| 2010 | Video Phone (feat. Lady Gaga)                                       | Video of the Year          | Gewonnen  | [ 110 ] |
| 2010 | Video Phone (feat. Lady Gaga)                                       | Best Collaboration         | Nominiert | [ 110 ] |
| 2010 | Sweet Dreams                                                        | Viewer’s Choice Award      | Nominiert | [ 110 ] |
| 2011 | Beyoncé Knowles                                                     | Best Female R&B Artist     | Gewonnen  | [ 111 ] |
| 2012 | Beyoncé Knowles & Alan Ferguson                                     | Video Director of the Year | Gewonnen  | [ 112 ] |
| 2012 | Beyoncé Knowles                                                     | Best Female R&B Artist     | Gewonnen  | [ 112 ] |
| 2012 | Countdown                                                           | Video of the Year          | Nominiert | [ 112 ] |
| 2012 | Love on Top                                                         | Video of the Year          | Nominiert | [ 112 ] |
| 2012 | Love on Top                                                         | Viewer’s Choice Award      | Nominiert | [ 112 ] |
| 2012 | Party (Remix) (feat. J. Cole)                                       | Best Collaboration         | Nominiert | [ 112 ] |
| 2013 | Beyoncé Knowles                                                     | Best Female R&B Artist     | Nominiert | [ 113 ] |
| 2014 | Beyoncé Knowles                                                     | Best Female R&B Artist     | Gewonnen  | [ 114 ] |
| 2014 | Beyoncé Knowles                                                     | FANdemonium Award          | Gewonnen  | [ 114 ] |
| 2014 | Partition                                                           | Video of the Year          | Nominiert | [ 114 ] |
| 2014 | Drunk in Love (featuring Jay-Z)                                     | Video of the Year          | Nominiert | [ 114 ] |
| 2014 | Drunk in Love (featuring Jay-Z)                                     | Best Collaboration         | Gewonnen  | [ 114 ] |
| 2014 | Drunk in Love (featuring Jay-Z)                                     | Viewer's Choice Award      | Nominiert | [ 114 ] |
| 2015 | Beyoncé Knowles, Ed Burke & Todd Tourso                             | Video Director of the Year | Gewonnen  | [ 115 ] |
| 2015 | Beyoncé Knowles                                                     | Best Female R&B Artist     | Gewonnen  | [ 115 ] |
| 2015 | 7/11                                                                | Video of the Year          | Gewonnen  | [ 115 ] |
| 2015 | 7/11                                                                | Viewer's Choice Award      | Nominiert | [ 115 ] |
| 2016 | Beyoncé Knowles                                                     | Best Female R&B Artist     | Gewonnen  | [ 116 ] |
| 2016 | Beyoncé Knowles                                                     | FANdemonium Award          | Gewonnen  | [ 116 ] |
| 2016 | Formation                                                           | Video of the Year          | Gewonnen  | [ 116 ] |
| 2016 | Formation                                                           | Viewer's Choice Award      | Gewonnen  | [ 116 ] |
| 2016 | Formation                                                           | Centric Award              | Gewonnen  | [ 116 ] |
| 2016 | Feeling Myself (Nicki Minaj feat. Beyoncé)                          | Best Collaboration         | Nominiert | [ 116 ] |
| 2017 | Beyoncé Knowles                                                     | Best Female R&B Artist     | Gewonnen  | [ 117 ] |
| 2017 | Lemonade                                                            | Album of the Year          | Gewonnen  | [ 117 ] |
| 2017 | Sorry                                                               | Video of the Year          | Gewonnen  | [ 117 ] |
| 2017 | Sorry                                                               | Video Director of the Year | Gewonnen  | [ 117 ] |
| 2017 | Sorry                                                               | Viewer's Choice Award      | Gewonnen  | [ 117 ] |
| 2017 | Freedom (feat. Kendrick Lamar)                                      | Best Collaboration         | Nominiert | [ 117 ] |
| 2017 | Shining (DJ Khaled feat, Beyoncé & Jay-Z)                           | Best Collaboration         | Nominiert | [ 117 ] |
| 2018 | Beyoncé Knowles                                                     | Best Female R&B Artist     | Gewonnen  | [ 118 ] |
| 2018 | Top Off (DJ Khaled featuring Jay-Z, Future & Beyoncé)               | Best Collaboration         | Nominiert | [ 118 ] |
| 2019 | Beyoncé Knowles                                                     | Best Female R&B Artist     | Gewonnen  | [ 119 ] |
| 2019 | Everything Is Love (mit The Carters)                                | Album of the Year          | Nominiert | [ 119 ] |
| 2019 | Apeshit (feat. Jay-Z)                                               | Video of the Year          | Nominiert | [ 119 ] |
| 2019 | The Carters                                                         | Best Group                 | Nominiert | [ 119 ] |
| 2020 | Beyoncé Knowles                                                     | Best Female R&B/Pop Artist | Nominiert | [ 120 ] |
| 2020 | Beyoncé Knowles                                                     | Humanitarian Award         | Gewonnen  | [ 120 ] |
| 2020 | Homecoming: The Live Album                                          | Best Album                 | Nominiert | [ 120 ] |
| 2020 | Homecoming: A Film by Beyoncé                                       | Best Movie                 | Nominiert | [ 120 ] |
| 2020 | Brown Skin Girl (Beyoncé, Saint Jhn & Wizkid feat. Blue Ivy Carter) | HER Award                  | Gewonnen  | [ 120 ] |
| 2021 | Beyoncé Knowles                                                     | Best Female R&B/Pop Artist | Nominiert | [ 121 ] |
| 2021 | Savage (Remix) (Megan Thee Stallion feat. Beyoncé)                  | Viewer's Choice Award      | Gewonnen  | [ 121 ] |

### BET Hip Hop Awards
| Jahr | Ausgezeichnet / Nominiert für                      | Award                            | Resultat  | Ref.    |
| ---- | -------------------------------------------------- | -------------------------------- | --------- | ------- |
| 2015 | Feeling Myself (Nicki Minaj feat. Beyoncé)         | Best Hip Hop Video               | Nominiert | [ 122 ] |
| 2015 | Feeling Myself (Nicki Minaj feat. Beyoncé)         | Best Collaboration, Duo or Group | Nominiert | [ 122 ] |
| 2018 | Apeshit (feat. Jay-Z)                              | Single of the Year               | Gewonnen  | [ 123 ] |
| 2018 | Apeshit (feat. Jay-Z)                              | Best Collaboration, Duo or Group | Gewonnen  | [ 123 ] |
| 2018 | Everything Is Love (mit The Carters)               | Album of the Year                | Gewonnen  | [ 123 ] |
| 2019 | The Carters                                        | Hot Ticket Performer             | Nominiert | [ 124 ] |
| 2020 | Savage (Remix) (Megan Thee Stallion feat. Beyoncé) | Song of the Year                 | Nominiert |         |
| 2020 | Savage (Remix) (Megan Thee Stallion feat. Beyoncé) | Best Collaboration               | Gewonnen  |         |
| 2020 | Savage (Remix) (Megan Thee Stallion feat. Beyoncé) | Sweet 16: Best featured Verse    | Gewonnen  |         |

### Billboard Latin Music Awards
| Jahr | Ausgezeichnet / Nominiert für                     | Award                                   | Resultat  | Ref.    |
| ---- | ------------------------------------------------- | --------------------------------------- | --------- | ------- |
| 2018 | Beyoncé Knowles                                   | Crossover Artist of the Year            | Nominiert | [ 125 ] |
| 2018 | Mi gente (J Balvin & Willy William feat. Beyoncé) | Hot Latin Song of the Year              | Nominiert | [ 125 ] |
| 2018 | Mi gente (J Balvin & Willy William feat. Beyoncé) | Hot Latin Song of the Year, Vocal Event | Nominiert | [ 125 ] |
| 2018 | Mi gente (J Balvin & Willy William feat. Beyoncé) | Airplay Song of the Year                | Nominiert | [ 125 ] |
| 2018 | Mi gente (J Balvin & Willy William feat. Beyoncé) | Digital Song of the Year                | Nominiert | [ 125 ] |
| 2018 | Mi gente (J Balvin & Willy William feat. Beyoncé) | Streaming Song of the Year              | Nominiert | [ 125 ] |
| 2018 | Mi gente (J Balvin & Willy William feat. Beyoncé) | Latin Rhythm Song of the Year           | Gewonnen  | [ 125 ] |

### Billboard Mid-Year Music Awards
| Jahr | Ausgezeichnet / Nominiert für                   | Award                                        | Resultat  | Ref.    |
| ---- | ----------------------------------------------- | -------------------------------------------- | --------- | ------- |
| 2011 | Beyoncé at Glastonbury Festival                 | Best Festival Performance                    | Nominiert | [ 126 ] |
| 2011 | 2011 Billboard Music Awards featuring Beyoncé   | Best Awards Show Performance                 | Gewonnen  | [ 126 ] |
| 2013 | Beyoncé at Glastonbury Festival                 | Best Festival Performance                    | Nominiert | [ 127 ] |
| 2013 | Beyoncé Knowles                                 | Best Style                                   | Gewonnen  | [ 127 ] |
| 2013 | Beyoncé at Glastonbury Festival                 | First-Half MVP                               | Nominiert | [ 128 ] |
| 2013 | Beyoncé's Lip Sync Performance at Inauguration  | Most Shocking Moment                         | Gewonnen  | [ 128 ] |
| 2013 | Super Bowl XLVII Halftime Show Starring Beyoncé | Best TV Performance                          | Gewonnen  | [ 128 ] |
| 2013 | Beyoncé Knowles                                 | Most Overrated Artist                        | Nominiert | [ 128 ] |
| 2013 | The Mrs. Carter Show World Tour and Beyoncé     | Most Anticipated Event of 2013's Second half | Nominiert | [ 128 ] |
| 2014 | Beyoncé Knowles                                 | Best Style                                   | Nominiert | [ 129 ] |
| 2014 | Beyoncé Knowles                                 | First-Half MVP                               | Gewonnen  | [ 129 ] |
| 2014 | The Mrs. Carter Show World Tour                 | Best Tour                                    | Nominiert | [ 129 ] |
| 2014 | On the Run Tour                                 | Most Anticipated Event of 2014's Second Half | Gewonnen  | [ 129 ] |
| 2014 | Beyoncé                                         | Favorite No. 1 Billboard 200 Album           | Gewonnen  | [ 129 ] |
| 2014 | Part II (On the Run) (featuring Jay-Z)          | Best Music Video                             | Nominiert | [ 129 ] |

### Billboard Music Awards
| Jahr | Ausgezeichnet / Nominiert für                        | Award                                          | Resultat  | Ref. |
| ---- | ---------------------------------------------------- | ---------------------------------------------- | --------- | ---- |
| 2000 | Destiny’s Child                                      | Artist of the Year                             | Gewonnen  |      |
| 2000 | Destiny’s Child                                      | Top Duo/Group of the Year                      | Gewonnen  |      |
| 2000 | Destiny’s Child                                      | Hot 100 Singles Artist of the Year             | Gewonnen  |      |
| 2000 | Destiny’s Child                                      | Hot 100 Singles Duo or Group of the Year       | Gewonnen  |      |
| 2001 | Destiny’s Child                                      | Artist of the Year                             | Gewonnen  |      |
| 2001 | Destiny’s Child                                      | Female Artist of the Year                      | Gewonnen  |      |
| 2001 | Destiny’s Child                                      | Artist of the Year – Top Duo/Group             | Gewonnen  |      |
| 2001 | Destiny’s Child                                      | Hot 100 Singles Artist of the Year             | Gewonnen  |      |
| 2001 | Destiny’s Child                                      | Female Hot 100 Singles Artist of the Year      | Gewonnen  |      |
| 2001 | Destiny’s Child                                      | Hot 100 Singles Artist of the Year – Duo/Group | Gewonnen  |      |
| 2001 | Destiny’s Child                                      | R&B/Hip-Hop Artist of the Year – Duo/Group     | Gewonnen  |      |
| 2001 | Independent Woman Part 1 (mit Destiny’s Child)       | Top Soundtrack of the Year                     | Gewonnen  |      |
| 2003 | Beyoncé Knowles                                      | Top New Artist                                 | Gewonnen  |      |
| 2003 | Beyoncé Knowles                                      | Top Hot 100 Female Artist                      | Gewonnen  |      |
| 2003 | Beyoncé Knowles                                      | Top New R&B/Hip-Hop Artist                     | Gewonnen  |      |
| 2003 | Beyoncé Knowles                                      | Top Female R&B/Hip-Hop Artist of the Year      | Nominiert |      |
| 2003 | Beyoncé Knowles                                      | Top Female Artist of the Year                  | Nominiert |      |
| 2003 | Crazy in Love (mit Jay-Z) & Baby Boy (mit Sean Paul) | Hot 100 Award for Most Weeks at No. 1          | Gewonnen  |      |
| 2004 | Destiny’s Child                                      | Artist Achievement Award                       | Gewonnen  |      |
| 2004 | Beyoncé Knowles                                      | Top Female Artist of the Year                  | Nominiert |      |
| 2004 | Beyoncé Knowles                                      | Top Female R&B/Hip-Hop Artist of the Year      | Nominiert |      |
| 2005 | Destiny’s Child                                      | Top Billboard 200 Album Group of the Year      | Nominiert |      |
| 2005 | Destiny’s Child                                      | Top Hot 100 Group of the Year                  | Nominiert |      |
| 2005 | Destiny’s Child                                      | R&B/Hip-Hop Artist of the Year                 | Nominiert |      |
| 2005 | Destiny’s Child                                      | Top R&B/Hip-Hop Group of the Year              | Gewonnen  |      |
| 2006 | Beyoncé Knowles                                      | Female Artist of the Year                      | Nominiert |      |
| 2006 | Beyoncé Knowles                                      | Female R&B/Hip-Hop Artist of the Year          | Nominiert |      |
| 2006 | Beyoncé Knowles                                      | Artist of the Year                             | Nominiert |      |
| 2006 | Check on It (feat. Bun B & Slim Thug)                | Hot 100 Airplay Single                         | Nominiert |      |
| 2011 | Beyoncé Knowles                                      | Millenium Award                                | Gewonnen  |      |
| 2011 | Telephone (Lady Gaga feat. Beyonce)                  | Top Dance Song                                 | Nominiert |      |
| 2012 | 4                                                    | Top R&B Album                                  | Gewonnen  |      |
| 2012 | Beyoncé Knowles                                      | Top R&B Artist                                 | Nominiert |      |
| 2012 | Beyoncé Knowles                                      | FAN Award – Most Favorite Artist               | Nominiert |      |
| 2012 | Beyoncé Knowles                                      | FAN Award – Most Influential Style             | Nominiert |      |
| 2014 | Beyoncé Knowles                                      | Top Female Artist                              | Nominiert |      |
| 2014 | Beyoncé Knowles                                      | Top Billboard 200 Artist                       | Nominiert |      |
| 2014 | Beyoncé Knowles                                      | Top Touring Artist                             | Nominiert |      |
| 2014 | Beyoncé Knowles                                      | Top R&B Artist                                 | Nominiert |      |
| 2014 | Beyoncé                                              | Top Billboard 200 Album                        | Nominiert |      |
| 2014 | Beyoncé                                              | Top R&B Album                                  | Nominiert |      |
| 2014 | Drunk in Love (feat. Jay-Z)                          | Top R&B Song                                   | Nominiert |      |
| 2015 | Beyoncé Knowles                                      | Top R&B Artist                                 | Nominiert |      |
| 2015 | Beyoncé                                              | Top R&B Album                                  | Nominiert |      |
| 2017 | Beyoncé Knowles                                      | Top Billboard 200 Artist                       | Nominiert |      |
| 2017 | Beyoncé Knowles                                      | Top Artist                                     | Nominiert |      |
| 2017 | Beyoncé Knowles                                      | Top Female Artist                              | Gewonnen  |      |
| 2017 | Beyoncé Knowles                                      | Top Touring Artist                             | Gewonnen  |      |
| 2017 | Beyoncé Knowles                                      | Top R&B Artist                                 | Gewonnen  |      |
| 2017 | Lemonade                                             | Top Billboard 200 Album                        | Nominiert |      |
| 2017 | Lemonade                                             | Top R&B Album                                  | Gewonnen  |      |
| 2017 | The Formation World Tour                             | Top R&B Tour                                   | Gewonnen  |      |
| 2018 | Beyoncé Knowles                                      | Top R&B Artist                                 | Nominiert |      |
| 2018 | Mi gente (J Balvin & Willy William feat. Beyoncé)    | Top Latin Song                                 | Nominiert |      |
| 2019 | The Carters                                          | Top Touring Artist                             | Nominiert |      |
| 2019 | The Carters                                          | Top R&B Tour                                   | Gewonnen  |      |
| 2019 | The Carters                                          | Top Rap Tour                                   | Gewonnen  |      |
| 2020 | Beyoncé Knowles                                      | Top R&B Artist                                 | Nominiert |      |
| 2020 | Homecoming: The Live Album                           | Top R&B Album                                  | Nominiert |      |

### Billboard Power 100
| Jahr | Ausgezeichnet / Nominiert für            | Award                       | Resultat | Ref.    |
| ---- | ---------------------------------------- | --------------------------- | -------- | ------- |
| 2012 | Beyoncé Knowles & Jay-Z                  | Music Power Players Honored | Gewonnen | [ 130 ] |
| 2014 | Beyoncé Knowles & Jay-Z                  | Music Power Players Honored | Gewonnen | [ 131 ] |
| 2020 | Beyoncé Knowles & Parkwood Entertainment | Music Power Players Honored | Gewonnen | [ 132 ] |

### Billboard R&B/Hip-Hop Awards
| Jahr | Ausgezeichnet / Nominiert für | Award                         | Resultat  | Ref.    |
| ---- | ----------------------------- | ----------------------------- | --------- | ------- |
| 2004 | Beyoncé Knowles               | Top R&B/Hip-Hop New Artist    | Gewonnen  | [ 133 ] |
| 2004 | Beyoncé Knowles               | Top Female R&B/Hip-Hop Artist | Gewonnen  | [ 133 ] |
| 2004 | Dangerously in Love           | Top R&B/Hip-Hop Album         | Nominiert | [ 133 ] |

### Billboard R&B/Hip-Hop Power Player List
| Jahr | Ausgezeichnet / Nominiert für                      | Award                    | Resultat | Ref.    |
| ---- | -------------------------------------------------- | ------------------------ | -------- | ------- |
| 2017 | Beyoncé Knowles als CEO von Parkwood Entertainment | R&B/Hip-Hop Power Player | Gewonnen | [ 134 ] |
| 2018 | Beyoncé Knowles als CEO von Parkwood Entertainment | R&B/Hip-Hop Power Player | Gewonnen | [ 135 ] |
| 2020 | Beyoncé Knowles als CEO von Parkwood Entertainment | Executive of the Year    | Gewonnen | [ 136 ] |

### Billboard Touring Awards
| Jahr | Ausgezeichnet / Nominiert für   | Award                               | Resultat  | Ref.    |
| ---- | ------------------------------- | ----------------------------------- | --------- | ------- |
| 2013 | The Mrs. Carter Show World Tour | Concert Marketing & Promotion Award | Nominiert | [ 137 ] |
| 2013 | The Mrs. Carter Show World Tour | Eventful Fans' Choice Award         | Nominiert | [ 137 ] |
| 2016 | Beyoncé Knowles                 | Top Draw                            | Nominiert | [ 138 ] |
| 2016 | The Formation World Tour        | Top Tour                            | Nominiert | [ 138 ] |
| 2016 | The Formation World Tour        | Concert Marketing & Promotion Award | Nominiert | [ 138 ] |
| 2018 | The Carters                     | Top Draw                            | Nominiert | [ 139 ] |
| 2018 | On the Run II Tour              | Top Tour                            | Nominiert | [ 139 ] |
| 2018 | On the Run II Tour              | Top World Tour                      | Nominiert | [ 139 ] |

### Billboard Women in Music
| Jahr | Ausgezeichnet / Nominiert für | Award             | Resultat | Ref.    |
| ---- | ----------------------------- | ----------------- | -------- | ------- |
| 2009 | Beyoncé Knowles               | Woman of the Year | Gewonnen | [ 140 ] |

### Bravo Otto
| Jahr | Ausgezeichnet / Nominiert für | Award          | Resultat | Ref.    |
| ---- | ----------------------------- | -------------- | -------- | ------- |
| 2000 | Destiny’s Child               | Shootingstar w | Gewonnen | [ 141 ] |
| 2001 | Destiny’s Child               | Band Pop       | Bronze   | [ 142 ] |
| 2006 | Beyoncé Knowles               | Ehren-Otto     | Gewonnen | [ 143 ] |

### BRIT Awards
| Jahr | Ausgezeichnet / Nominiert für                                      | Award                                 | Resultat  | Ref.    |
| ---- | ------------------------------------------------------------------ | ------------------------------------- | --------- | ------- |
| 2002 | Destiny’s Child                                                    | Best International Group              | Gewonnen  | [ 144 ] |
| 2004 | Dangerously in Love                                                | Best International Album              | Nominiert | [ 145 ] |
| 2004 | Beyoncé Knowles                                                    | Best International Female Solo Artist | Gewonnen  | [ 145 ] |
| 2007 | Beyoncé Knowles                                                    | Best International Female Solo Artist | Nominiert | [ 146 ] |
| 2009 | Beyoncé Knowles                                                    | Best International Female Solo Artist | Nominiert | [ 147 ] |
| 2012 | Beyoncé Knowles                                                    | Best International Female Solo Artist | Nominiert | [ 148 ] |
| 2015 | Beyoncé Knowles                                                    | Best International Female Solo Artist | Nominiert | [ 149 ] |
| 2016 | Runnin' (Lose It All) (Naughty Boy feat. Beyoncé & Arrow Benjamin) | British Video of the Year             | Nominiert | [ 150 ] |
| 2017 | Beyoncé Knowles                                                    | Best International Female Solo Artist | Gewonnen  | [ 151 ] |
| 2019 | The Carters                                                        | Best International Group              | Gewonnen  | [ 152 ] |

### BuzzAngle Music Awards
| Jahr | Ausgezeichnet / Nominiert für | Award                                                      | Resultat | Ref.    |
| ---- | ----------------------------- | ---------------------------------------------------------- | -------- | ------- |
| 2016 | Beyoncé Knowles               | Best Female Urban Artist of the Year (Overall)             | Gewonnen | [ 153 ] |
| 2016 | Beyoncé Knowles               | Best Female Urban Artist of the Year (Album Sales Artists) | Gewonnen | [ 153 ] |

### Capital FM Awards, UK
| Jahr | Ausgezeichnet / Nominiert für | Award                          | Resultat | Ref. |
| ---- | ----------------------------- | ------------------------------ | -------- | ---- |
| 2004 | Beyoncé Knowles               | Best International Solo Artist | Gewonnen |      |
| 2008 | Destiny’s Child               | Capital Icon Award             | Gewonnen |      |

### CASH Golden Sail Most Performed Works Awards
| Jahr | Ausgezeichnet / Nominiert für | Award                 | Resultat | Ref. |
| ---- | ----------------------------- | --------------------- | -------- | ---- |
| 2004 | Crazy in Love (mit Jay-Z)     | Best English Pop Work | Gewonnen |      |

### Channel [V] Thailand Music Video Awards
| Jahr | Ausgezeichnet / Nominiert für | Award                               | Resultat | Ref. |
| ---- | ----------------------------- | ----------------------------------- | -------- | ---- |
| 2004 | Byoncé Knowles                | Popular International Female Artist | Gewonnen |      |

### Clio Awards
| Jahr | Ausgezeichnet / Nominiert für | Award            | Resultat | Ref. |
| ---- | ----------------------------- | ---------------- | -------- | ---- |
| 2016 | Formation                     | Best Music Video | Gold     |      |
| 2017 | Sorry                         | Best Music Video | Gold     |      |
| 2018 | Apeshit (feat. Jay-Z)         | Best Music Video | Silber   |      |

### Danish Music Awards
| Jahr | Ausgezeichnet / Nominiert für | Award                           | Resultat | Ref. |
| ---- | ----------------------------- | ------------------------------- | -------- | ---- |
| 2016 | Lemonade                      | International Album of the Year | Gewonnen |      |

### Douban Abilu Music Awards
| Jahr | Ausgezeichnet / Nominiert für | Award                               | Resultat | Ref. |
| ---- | ----------------------------- | ----------------------------------- | -------- | ---- |
| 2017 | Lemonade                      | International Pop Album of the Year | Gewonnen |      |

### Echo
| Jahr | Ausgezeichnet / Nominiert für | Award                             | Resultat | Ref. |
| ---- | ----------------------------- | --------------------------------- | -------- | ---- |
| 2002 | Destiny’s Child               | Best International Pop/Rock Group | Gewonnen |      |
| 2017 | Byoncé Knowles                | Best International Female Artist  | Gewonnen |      |

### Edison Award
| Jahr | Ausgezeichnet / Nominiert für | Award                    | Resultat | Ref. |
| ---- | ----------------------------- | ------------------------ | -------- | ---- |
| 2000 | Destiny’s Child               | Best R&B Act             | Gewonnen |      |
| 2001 | Destiny’s Child               | Best International Group | Gewonnen |      |

### EMMA Awards
| Jahr | Ausgezeichnet / Nominiert für | Award                   | Resultat | Ref. |
| ---- | ----------------------------- | ----------------------- | -------- | ---- |
| 2001 | Destiny’s Child               | International Music Act | Gewonnen |      |

### GAFFA Awards (Dänemark)
| Jahr | Ausgezeichnet / Nominiert für | Award                            | Resultat | Ref. |
| ---- | ----------------------------- | -------------------------------- | -------- | ---- |
| 2016 | Beyoncé Knowles               | Best International Female Artist | Gewonnen |      |

### GAFFA Awards (Norwegen)
| Jahr | Ausgezeichnet / Nominiert für | Award              | Resultat | Ref. |
| ---- | ----------------------------- | ------------------ | -------- | ---- |
| 2019 | the Carters                   | Best Foreign Group | Gewonnen |      |

### GAFFA Awards (Schweden)
| Jahr | Ausgezeichnet / Nominiert für | Award                            | Resultat  | Ref. |
| ---- | ----------------------------- | -------------------------------- | --------- | ---- |
| 2016 | Beyoncé Knowles               | Best International Female Artist | Gewonnen  |      |
| 2016 | Lemonade                      | Best International Album         | Gewonnen  |      |
| 2019 | The Carters                   | Best Foreign Group               | Nominiert |      |
| 2019 | Apeshit (feat. Jay-Z)         | International Hit of the Year    | Nominiert |      |
| 2019 | Everything Is Love            | International Album of the Year  | Nominiert |      |

### Glamour Awards
| Jahr | Ausgezeichnet / Nominiert für | Award                                 | Resultat | Ref. |
| ---- | ----------------------------- | ------------------------------------- | -------- | ---- |
| 2005 | Destiny’s Child               | Band of the Year                      | Gewonnen |      |
| 2007 | Beyoncé Knowles               | International Solo Artist of the Year | Gewonnen |      |

### Grammy Awards, USA
Die Grammy Awards werden von der National Academy of Recording Arts and Sciences ausgezeichnet. Destiny’s Child konnte 3 Grammys gewinnen, die jedoch an jedes Bandmitglied einzeln gehen. Beyoncé konnte in ihrer Solokarriere weitere 28 Grammys gewinnen und ist die am häufigsten nominierte und die am häufigsten ausgezeichnete Frau in der Geschichte der Awards.
| Jahr | Kategorie                                                                                | für                                                                 | Resultat  |
| ---- | ---------------------------------------------------------------------------------------- | ------------------------------------------------------------------- | --------- |
| 2000 | Best R&B Performance by a Duo or Group with Vocals                                       | Bills, Bills, Bills                                                 | Nominiert |
| 2001 | Song of the Year                                                                         | Say My Name                                                         | Nominiert |
| 2001 | Record of the Year                                                                       | Say My Name                                                         | Nominiert |
| 2001 | Best R&B Song                                                                            | Say My Name                                                         | Gewonnen  |
| 2001 | Best R&B Performance by a Duo or Group with Vocals                                       | Say My Name                                                         | Gewonnen  |
| 2001 | Best Song Written for a Motion Picture, Television or Other Visual Media                 | Independent Women                                                   | Nominiert |
| 2002 | Best R&B Album                                                                           | Survivor                                                            | Nominiert |
| 2002 | Best R&B Performance by a Duo or Group with Vocals                                       | Survivor                                                            | Gewonnen  |
| 2004 | Record of the Year                                                                       | Crazy in Love (featuring Jay-Z)                                     | Nominiert |
| 2004 | Best R&B Song                                                                            | Crazy in Love (featuring Jay-Z)                                     | Gewonnen  |
| 2004 | Best Rap/Sung Collaboration                                                              | Crazy in Love (featuring Jay-Z)                                     | Gewonnen  |
| 2004 | Best R&B Performance by a Duo or Group with Vocals                                       | The Closer I Get to You (featuring Luther Vandross)                 | Gewonnen  |
| 2004 | Best Female R&B Vocal Performance                                                        | Dangerously in Love                                                 | Gewonnen  |
| 2004 | Best Contemporary R&B Album                                                              | Dangerously in Love                                                 | Gewonnen  |
| 2005 | Best R&B Performance by a Duo or Group with Vocals                                       | Lose My Breath                                                      | Nominiert |
| 2006 | Best R&B Performance by a Duo or Group with Vocals                                       | Cater 2 U                                                           | Nominiert |
| 2006 | Best R&B Song                                                                            | Cater 2 U                                                           | Nominiert |
| 2006 | Best Contemporary R&B Album                                                              | Dangerously in Love                                                 | Nominiert |
| 2006 | Best R&B Performance by a Duo or Group with Vocals                                       | So Amazing (mit Stevie Wonder)                                      | Gewonnen  |
| 2006 | Best Rap/Sung Collaboration                                                              | Soldier (featuring T.I. und Lil Wayne)                              | Nominiert |
| 2007 | Best Contemporary R&B Album                                                              | B'Day                                                               | Gewonnen  |
| 2007 | Best R&B Song                                                                            | Déjà Vu (featuring Jay-Z)                                           | Nominiert |
| 2007 | Best Rap/Sung Collaboration                                                              | Déjà Vu (featuring Jay-Z)                                           | Nominiert |
| 2007 | Best Female R&B Vocal Performance                                                        | Ring the Alarm                                                      | Nominiert |
| 2008 | Record of the Year                                                                       | Irreplaceable                                                       | Nominiert |
| 2008 | Best Pop Collaboration with Vocals                                                       | Beautiful Liar (mit Shakira)                                        | Nominiert |
| 2008 | Best Compilation Soundtrack Album for a Motion Picture, Television or Other Visual Media | Dreamgirls                                                          | Nominiert |
| 2009 | Best Female R&B Vocal Performance                                                        | Me, Myself and I (Live)                                             | Nominiert |
| 2010 | Album of the Year                                                                        | I Am...Sasha Fierce                                                 | Nominiert |
| 2010 | Best Contemporary R&B Album                                                              | I Am...Sasha Fierce                                                 | Gewonnen  |
| 2010 | Song of the Year                                                                         | Single Ladies (Put a Ring on It)                                    | Gewonnen  |
| 2010 | Best R&B Song                                                                            | Single Ladies (Put a Ring on It)                                    | Gewonnen  |
| 2010 | Best Female R&B Vocal Performance                                                        | Single Ladies (Put a Ring on It)                                    | Gewonnen  |
| 2010 | Best Traditional R&B Vocal Performance                                                   | At Last                                                             | Gewonnen  |
| 2010 | Record of the Year                                                                       | Halo                                                                | Nominiert |
| 2010 | Best Female Pop Vocal Performance                                                        | Halo                                                                | Gewonnen  |
| 2010 | Best Rap/Sung Collaboration                                                              | Ego (featuring Kanye West)                                          | Nominiert |
| 2010 | Best Song Written for a Motion Picture, Television or Other Visual Media                 | Once in a Lifetime                                                  | Nominiert |
| 2013 | Best Traditional R&B Performance                                                         | Love on Top                                                         | Gewonnen  |
| 2014 | Best Rap/Sung Collaboration                                                              | Part II (On the Run) (featuring Jay-Z)                              | Nominiert |
| 2015 | Album of the Year                                                                        | Beyoncé                                                             | Nominiert |
| 2015 | Best Urban Contemporary Album                                                            | Beyoncé                                                             | Nominiert |
| 2015 | Best Surround Sound Album                                                                | Beyoncé                                                             | Gewonnen  |
| 2015 | Best R&B Song                                                                            | Drunk in Love (featuring Jay-Z)                                     | Gewonnen  |
| 2015 | Best R&B Performance                                                                     | Drunk in Love (featuring Jay-Z)                                     | Gewonnen  |
| 2015 | Best Music Film                                                                          | Beyoncé & Jay-Z: On The Run Tour (with Jay-Z)                       | Nominiert |
| 2017 | Album of the Year                                                                        | Lemonade                                                            | Nominiert |
| 2017 | Best Urban Contemporary Album                                                            | Lemonade                                                            | Gewonnen  |
| 2017 | Best Music Film                                                                          | Lemonade                                                            | Nominiert |
| 2017 | Record of the Year                                                                       | Formation                                                           | Nominiert |
| 2017 | Song of the Year                                                                         | Formation                                                           | Nominiert |
| 2017 | Best Music Video                                                                         | Formation                                                           | Gewonnen  |
| 2017 | Best Rock Performance                                                                    | Don't Hurt Yourself (mit Jack White)                                | Nominiert |
| 2017 | Best Pop Solo Performance                                                                | Hold Up                                                             | Nominiert |
| 2017 | Best Rap/Sung Performance                                                                | Freedom (feat. Kendrick Lamar)                                      | Nominiert |
| 2018 | Best Rap/Sung Performance                                                                | Family Feud (mit Jay-Z)                                             | Nominiert |
| 2019 | Best Music Video                                                                         | Apeshit (mit Jay-Z)                                                 | Nominiert |
| 2019 | Best R&B Performance                                                                     | Summer                                                              | Nominiert |
| 2019 | Best Urban Contemporary Album                                                            | Everything Is Love (mit The Carters)                                | Gewonnen  |
| 2020 | Best Pop Vocal Album                                                                     | The Lion King: The Gift                                             | Nominiert |
| 2020 | Best Pop Solo Performance                                                                | Spirit                                                              | Nominiert |
| 2020 | Best Song Written for Visual Media                                                       | Spirit                                                              | Nominiert |
| 2020 | Best Music Film                                                                          | Homecoming                                                          | Gewonnen  |
| 2021 | Record of the Year                                                                       | Savage (Remix) (Megan Thee Stallion feat. Beyoncé)                  | Nominiert |
| 2021 | Record of the Year                                                                       | Black Parade                                                        | Nominiert |
| 2021 | Song of the Year                                                                         | Black Parade                                                        | Nominiert |
| 2021 | Best R&B Performance                                                                     | Black Parade                                                        | Gewonnen  |
| 2021 | Best R&B Song                                                                            | Black Parade                                                        | Nominiert |
| 2021 | Best Rap Performance                                                                     | Savage (Remix) (Megan Thee Stallion feat. Beyoncé)                  | Gewonnen  |
| 2021 | Best Rap Song                                                                            | Savage (Remix) (Megan Thee Stallion feat. Beyoncé)                  | Gewonnen  |
| 2021 | Best Music Video                                                                         | Brown Skin Girl (Beyoncé, Saint Jhn & Wizkid feat. Blue Ivy Carter) | Gewonnen  |
| 2021 | Best Music Film                                                                          | Black Is King                                                       | Nominiert |
| 2023 | Record of the Year                                                                       | Break my Soul                                                       | Nominiert |
| 2023 | Song of the Year                                                                         | Break my Soul                                                       | Nominiert |
| 2023 | Best Dance/Electronic Recording                                                          | Break my Soul                                                       | Gewonnen  |
| 2023 | Best Remixed Recording                                                                   | Break my Soul (Terry Hunter Remix)                                  | Nominiert |
| 2023 | Album of the Year                                                                        | Renaissance                                                         | Nominiert |
| 2023 | Best Dance/Electronic Music Album                                                        | Renaissance                                                         | Gewonnen  |
| 2023 | Best R&B Performance                                                                     | Virgo’s Groove                                                      | Nominiert |
| 2023 | Best Traditional R&B Performance                                                         | Plastic off the Sofa                                                | Gewonnen  |
| 2023 | Best R&B Song                                                                            | Cuff it                                                             | Gewonnen  |
| 2023 | Best Song Written For Visual Media                                                       | Be Alive                                                            | Nominiert |

### International Dance Music Awards
| Jahr | Ausgezeichnet / Nominiert für                        | Award                                 | Resultat  | Ref. |
| ---- | ---------------------------------------------------- | ------------------------------------- | --------- | ---- |
| 2001 | Independent Woman Part 1 (mit Destiny’s Child)       | Best Urban Dance Track                | Gewonnen  |      |
| 2004 | Crazy in Love (mit Jay-Z) & Baby Boy (mit Sean Paul) | Best R&B/Urban Dance Track            | Gewonnen  |      |
| 2007 | Déjà Vu (featuring Jay-Z)                            | Best R&B/Urban Dance Track            | Gewonnen  |      |
| 2007 | Déjà Vu (featuring Jay-Z)                            | Best Pop Dance Track                  | Nominiert |      |
| 2007 | Best Rap/Hip-Hop Track                               | Check on It (feat. Bun B & Slim Thug) | Nominiert |      |
| 2009 | Single Ladies (Put a Ring on It)                     | Best R&B/Urban Dance Track            | Nominiert |      |
| 2010 | Sweet Dreams                                         | Best R&B/Urban Dance Track            | Nominiert |      |
| 2010 | Beyoncé Knowles                                      | Best Solo Artist                      | Nominiert |      |
| 2011 | Telephone (Lady Gaga feat. Beyonce)                  | Best Music Video                      | Nominiert |      |
| 2012 | Run the World (Girls)                                | Best R&B/Urban Dance Track            | Nominiert |      |
| 2015 | Flawless (feat. Chimamanda Ngozi Adichie)            | Best R&B/Urban Dance Track            | Nominiert |      |

### Ivor Novello Awards
| Jahr | Ausgezeichnet / Nominiert für | Award                       | Resultat | Ref. |
| ---- | ----------------------------- | --------------------------- | -------- | ---- |
| 2008 | Beautiful Liar (mit Shakira)  | Best-selling British Single | Gewonnen |      |

### Japan Gold Disc Award
| Jahr | Ausgezeichnet / Nominiert für                    | Award                                              | Resultat | Ref. |
| ---- | ------------------------------------------------ | -------------------------------------------------- | -------- | ---- |
| 2001 | The Platinum's on the Wall (mit Destiny’s Child) | International Music Video of the year (Short Form) | Gewonnen |      |
| 2005 | Destiny Fulfilled (mit Destiny’s Child)          | International Rock & Pop Album of the Year         |          |      |
| 2006 | #1’s (mit Destiny’s Child)                       | International Rock & Pop Album of the Year         | Gewonnen |      |
| 2006 | #1’s (mit Destiny’s Child)                       | Movie Artist                                       | Gewonnen |      |
| 2008 | Dreamgirls                                       | Soundtrack Album of the Year                       | Gewonnen |      |

### Latin Grammy Awards
| Jahr | Ausgezeichnet / Nominiert für                     | Award                         | Resultat  | Ref. |
| ---- | ------------------------------------------------- | ----------------------------- | --------- | ---- |
| 2007 | Beautiful Liar (mit Shakira)                      | Record of the Year            | Nominiert |      |
| 2018 | Mi gente (J Balvin & Willy William feat. Beyoncé) | Best Urban Fusion/Performance | Nominiert |      |

### Meteor Music Awards, Ireland
| Jahr | Ausgezeichnet / Nominiert für | Award                     | Resultat  | Ref. |
| ---- | ----------------------------- | ------------------------- | --------- | ---- |
| 2004 | Beyoncé Knowles               | Best Female Singer        | Gewonnen  |      |
| 2009 | Beyoncé Knowles               | Best International Female | Nominiert |      |

### Music of Black Origin Awards, UK (MOBO)
| Jahr | Ausgezeichnet / Nominiert für                                      | Award                            | Resultat  | Ref. |
| ---- | ------------------------------------------------------------------ | -------------------------------- | --------- | ---- |
| 1999 | Destiny’s Child                                                    | Best International R&B Act       | Gewonnen  |      |
| 2001 | Independent Woman Part 1 (mit Destiny’s Child)                     | Best Single                      | Gewonnen  |      |
| 2003 | Beyoncé Knowles                                                    | Best R&B Act                     | Nominiert |      |
| 2003 | Crazy in Love (mit Jay-Z)                                          | Best Video                       | Nominiert |      |
| 2003 | Crazy in Love (mit Jay-Z)                                          | Best Single                      | Nominiert |      |
| 2003 | Dangerously in Love                                                | Best Album                       | Nominiert |      |
| 2004 | Beyoncé Knowles                                                    | Best R&B Act                     | Nominiert |      |
| 2006 | Déjà Vu (featuring Jay-Z)                                          | Best Song                        | Gewonnen  |      |
| 2006 | Déjà Vu (featuring Jay-Z)                                          | Best Video                       | Gewonnen  |      |
| 2006 | Beyoncé Knowles                                                    | Best R&B Act                     | Nominiert |      |
| 2006 | Beyoncé Knowles                                                    | Best International Female Artist | Gewonnen  |      |
| 2009 | Single Ladies (Put a Ring on It)                                   | Best Video                       | Gewonnen  |      |
| 2009 | I Am … Sasha Fierce                                                | Best Album                       | Nominiert |      |
| 2009 | Beyoncé Knowles                                                    | Best International Act           | Gewonnen  |      |
| 2011 | Beyoncé Knowles                                                    | Best International Act           | Nominiert |      |
| 2012 | Beyoncé Knowles                                                    | Best International Act           | Nominiert |      |
| 2014 | Beyoncé Knowles                                                    | Best International Act           | Gewonnen  |      |
| 2016 | Beyoncé Knowles                                                    | Best International Act           | Nominiert |      |
| 2016 | Runnin' (Lose It All) (Naughty Boy feat. Beyoncé & Arrow Benjamin) | Best Song                        | Nominiert |      |

### MTV Africa Music Awards
| Jahr | Ausgezeichnet / Nominiert für | Award                  | Resultat  | Ref. |
| ---- | ----------------------------- | ---------------------- | --------- | ---- |
| 2009 | Beyoncé Knowles               | Best R&B               | Nominiert |      |
| 2014 | Beyoncé Knowles               | Best International Act | Nominiert |      |
| 2015 | Beyoncé Knowles               | Best International Act | Nominiert |      |
| 2016 | Beyoncé Knowles               | Best International Act | Nominiert |      |

### MTV Asia Awards
| Jahr | Ausgezeichnet / Nominiert für | Award                                | Resultat  | Ref. |
| ---- | ----------------------------- | ------------------------------------ | --------- | ---- |
| 2004 | Beyoncé Knowles               | Favorite Female Artist               | Nominiert |      |
| 2006 | Destiny’s Child               | Special Achievement in Popular Music | Gewonnen  |      |

### MTV Australia Awards
| Jahr | Ausgezeichnet / Nominiert für    | Award              | Resultat  | Ref. |
| ---- | -------------------------------- | ------------------ | --------- | ---- |
| 2005 | Naughty Girl                     | Best R&B Video     | Nominiert |      |
| 2005 | Naughty Girl                     | Sexiest Video      | Nominiert |      |
| 2006 | Irreplaceable                    | Video of the Year  | Nominiert |      |
| 2006 | Beyoncé Knowles                  | Best Female Artist | Nominiert |      |
| 2006 | Déjà Vu (featuring Jay-Z)        | Best Hook-Up       | Nominiert |      |
| 2006 | Déjà Vu (featuring Jay-Z)        | Sexiest Video      | Nominiert |      |
| 2009 | Single Ladies (Put a Ring on It) | Video of the Year  | Nominiert |      |
| 2009 | Single Ladies (Put a Ring on It) | Best Moves         | Nominiert |      |

### MTV Europe Music Awards
| Jahr | Ausgezeichnet / Nominiert für       | Award                            | Resultat  | Ref. |
| ---- | ----------------------------------- | -------------------------------- | --------- | ---- |
| 2002 | Beyoncé Knowles                     | Best R&B                         | Nominiert |      |
| 2003 | Beyoncé Knowles                     | Best R&B                         | Gewonnen  |      |
| 2003 | Beyoncé Knowles                     | Best Female                      | Nominiert |      |
| 2003 | Crazy in Love (mit Jay-Z)           | Best Song                        | Nominiert |      |
| 2004 | Beyoncé Knowles                     | Best R&B                         | Nominiert |      |
| 2004 | Beyoncé Knowles                     | Best Female                      | Nominiert |      |
| 2004 | Dangerously in Love                 | Best Album                       | Nominiert |      |
| 2006 | Beyoncé Knowles                     | Best R&B                         | Nominiert |      |
| 2006 | Beyoncé Knowles                     | Best Female                      | Nominiert |      |
| 2007 | Beyoncé Knowles                     | Ultimate Urban                   | Nominiert |      |
| 2007 | Beyoncé Knowles                     | Headliner of the Year            | Nominiert |      |
| 2007 | Beautiful Liar (mit Shakira)        | Most Addictive Track             | Nominiert |      |
| 2008 | Beyoncé Knowles                     | Ultimate Urban                   | Nominiert |      |
| 2009 | Beyoncé Knowles                     | Best Live Act                    | Nominiert |      |
| 2009 | Beyoncé Knowles                     | Best Female                      | Gewonnen  |      |
| 2009 | Halo                                | Best Song                        | Gewonnen  |      |
| 2009 | Single Ladies (Put a Ring on It)    | Best Video                       | Gewonnen  |      |
| 2010 | Telephone (Lady Gaga feat. Beyonce) | Best Video                       | Nominiert |      |
| 2011 | Beyoncé Knowles                     | Best Female                      | Nominiert |      |
| 2011 | Beyoncé Knowles                     | Best North American Act          | Nominiert |      |
| 2011 | Run the World (Girls)               | Best Video                       | Nominiert |      |
| 2013 | Beyoncé Knowles                     | Best Live Act                    | Gewonnen  |      |
| 2014 | Beyoncé Knowles                     | Best US Act                      | Nominiert |      |
| 2014 | Beyoncé Knowles                     | Best Female                      | Nominiert |      |
| 2014 | Beyoncé Knowles                     | Best Live Act                    | Nominiert |      |
| 2014 | Pretty Hurts                        | Best Video with a Social Message | Nominiert |      |
| 2015 | Beyoncé Knowles                     | Best US Act                      | Nominiert |      |
| 2016 | Beyoncé Knowles                     | Best US Act                      | Nominiert |      |
| 2016 | Beyoncé Knowles                     | Best Female                      | Nominiert |      |
| 2016 | Beyoncé Knowles                     | Best Live Act                    | Nominiert |      |
| 2016 | Beyoncé Knowles                     | Biggest Fans                     | Nominiert |      |
| 2016 | Formation                           | Best Video                       | Nominiert |      |
| 2018 | Apeshit (mit Jay-Z)                 | Best Video                       | Nominiert |      |
| 2018 | The Carters                         | Best Live Act                    | Nominiert |      |

### MTV Millenial Awards
| Jahr | Ausgezeichnet / Nominiert für                     | Award                       | Resultat  | Ref. |
| ---- | ------------------------------------------------- | --------------------------- | --------- | ---- |
| 2018 | Beyoncé Knowles                                   | Most Ridiculous of the Year | Nominiert |      |
| 2018 | Mi gente (J Balvin & Willy William feat. Beyoncé) | Hit of the Year             | Nominiert |      |

### MTV Video Music Awards
| Jahr | Ausgezeichnet / Nominiert für                                       | Award                                | Resultat  | Ref. |
| ---- | ------------------------------------------------------------------- | ------------------------------------ | --------- | ---- |
| 2000 | Say My Name (mit Destiny’s Child)                                   | Best Group Video                     | Nominiert |      |
| 2000 | Say My Name (mit Destiny’s Child)                                   | Best Pop Video                       | Nominiert |      |
| 2000 | Say My Name (mit Destiny’s Child)                                   | Best R&B Video                       | Gewonnen  |      |
| 2001 | Survivor (mit Destiny’s Child)                                      | Best Group Video                     | Nominiert |      |
| 2001 | Survivor (mit Destiny’s Child)                                      | Best Pop Video                       | Nominiert |      |
| 2001 | Survivor (mit Destiny’s Child)                                      | Best R&B Video                       | Gewonnen  |      |
| 2001 | Independent Woman Part 1 (mit Destiny’s Child)                      | Best Video from a Film               | Nominiert |      |
| 2001 | Independent Woman Part 1 (mit Destiny’s Child)                      | Viewer's Choice                      | Nominiert |      |
| 2003 | Crazy in Love (mit Jay-Z)                                           | Best Female Video                    | Gewonnen  |      |
| 2003 | Crazy in Love (mit Jay-Z)                                           | Best R&B Video                       | Gewonnen  |      |
| 2003 | Crazy in Love (mit Jay-Z)                                           | Best Choreography in a Video         | Gewonnen  |      |
| 2003 | Crazy in Love (mit Jay-Z)                                           | Viewer's Choice                      | Nominiert |      |
| 2003 | Naughty Girl                                                        | Best Female Video                    | Gewonnen  |      |
| 2003 | Naughty Girl                                                        | Best Dance Video                     | Nominiert |      |
| 2003 | Naughty Girl                                                        | Best Cinematography in a Video       | Nominiert |      |
| 2003 | Naughty Girl                                                        | Best Choreography in a Video         | Nominiert |      |
| 2003 | Best R&B Video                                                      | Me, Myself and I                     | Nominiert |      |
| 2006 | Check on It (feat. Bun B & Slim Thug)                               | Best R&B Video                       | Nominiert |      |
| 2007 | Irreplaceable                                                       | Video of the Year                    | Nominiert |      |
| 2007 | Beautiful Liar (mit Shakira)                                        | Most Earthshattering Collaboration   | Gewonnen  |      |
| 2007 | Beautiful Liar (mit Shakira)                                        | Best Director                        | Nominiert |      |
| 2007 | Beautiful Liar (mit Shakira)                                        | Best Editing in a Video              | Nominiert |      |
| 2007 | Beautiful Liar (mit Shakira)                                        | Best Choreography in a Video         | Nominiert |      |
| 2007 | Beyoncé Knowles                                                     | Quadruple Threat of the Year         | Nominiert |      |
| 2007 | Beyoncé Knowles                                                     | Female Artist of the Year            | Nominiert |      |
| 2009 | Single Ladies (Put a Ring on It)                                    | Video of the Year                    | Gewonnen  |      |
| 2009 | Single Ladies (Put a Ring on It)                                    | Best Female Video                    | Nominiert |      |
| 2009 | Single Ladies (Put a Ring on It)                                    | Best Pop Video                       | Nominiert |      |
| 2009 | Single Ladies (Put a Ring on It)                                    | Best Editing                         | Gewonnen  |      |
| 2009 | Single Ladies (Put a Ring on It)                                    | Best Direction                       | Nominiert |      |
| 2009 | Single Ladies (Put a Ring on It)                                    | Best Special Effects                 | Nominiert |      |
| 2009 | Single Ladies (Put a Ring on It)                                    | Best Art Direction                   | Nominiert |      |
| 2009 | Single Ladies (Put a Ring on It)                                    | Best Cinematography                  | Nominiert |      |
| 2009 | Single Ladies (Put a Ring on It)                                    | Best Choreography                    | Nominiert |      |
| 2010 | Video Phone (feat. Lady Gaga)                                       | Video of the Year                    | Nominiert |      |
| 2010 | Video Phone (feat. Lady Gaga)                                       | Best Collaboration                   | Nominiert |      |
| 2010 | Video Phone (feat. Lady Gaga)                                       | Best Female Video                    | Nominiert |      |
| 2010 | Video Phone (feat. Lady Gaga)                                       | Best Pop Video                       | Nominiert |      |
| 2010 | Video Phone (feat. Lady Gaga)                                       | Best Art Direction                   | Nominiert |      |
| 2010 | Video Phone (feat. Lady Gaga)                                       | Best Cinematography                  | Nominiert |      |
| 2011 | Run the World (Girls)                                               | Best Female Video                    | Nominiert |      |
| 2011 | Run the World (Girls)                                               | Best Choreography                    | Gewonnen  |      |
| 2011 | Run the World (Girls)                                               | Best Cinematography                  | Nominiert |      |
| 2012 | Love on Top                                                         | Best female Video                    | Nominiert |      |
| 2012 | Countdown                                                           | Best Editing                         | Gewonnen  |      |
| 2012 | Countdown                                                           | Best Choreography                    | Nominiert |      |
| 2012 | Countdown                                                           | Most Share-Worthy Video              | Nominiert |      |
| 2013 | I Was Here                                                          | Best Video with a Social Message     | Nominiert |      |
| 2014 | Love on Top                                                         | Best Female Video                    | Nominiert |      |
| 2014 | Drunk in Love (featuring Jay-Z)                                     | Video of the Year                    | Nominiert |      |
| 2014 | Drunk in Love (featuring Jay-Z)                                     | Best Collaboration                   | Gewonnen  |      |
| 2014 | Partition                                                           | Best Female Video                    | Nominiert |      |
| 2014 | Partition                                                           | Choreography                         | Nominiert |      |
| 2014 | Pretty Hurts                                                        | Best Cinematography                  | Gewonnen  |      |
| 2014 | Pretty Hurts                                                        | Best Direction                       | Nominiert |      |
| 2014 | Pretty Hurts                                                        | Best Editing                         | Nominiert |      |
| 2014 | Pretty Hurts                                                        | Best Video with a Social Message     | Gewonnen  |      |
| 2014 | Beyoncé Knowles                                                     | Michael Jackson Video Vanguard Award | Gewonnen  |      |
| 2015 | Love on Top                                                         | Best Female Video                    | Nominiert |      |
| 2015 | 7/11                                                                | Video of the Year                    | Nominiert |      |
| 2015 | 7/11                                                                | Best Pop Video                       | Nominiert |      |
| 2015 | 7/11                                                                | Best Female Video                    | Nominiert |      |
| 2015 | 7/11                                                                | Best Choreography                    | Nominiert |      |
| 2015 | 7/11                                                                | Best Editing                         | Gewonnen  |      |
| 2016 | Love on Top                                                         | Best Female Video                    | Nominiert |      |
| 2016 | Formation                                                           | Video of the Year                    | Gewonnen  |      |
| 2016 | Formation                                                           | Best Pop Video                       | Gewonnen  |      |
| 2016 | Formation                                                           | Best Direction                       | Gewonnen  |      |
| 2016 | Formation                                                           | Best Cinematography                  | Gewonnen  |      |
| 2016 | Formation                                                           | Best Editing                         | Gewonnen  |      |
| 2016 | Formation                                                           | Best Choreography                    | Gewonnen  |      |
| 2016 | Sorry                                                               | Best Choreography                    | Nominiert |      |
| 2016 | Hold Up                                                             | Best Female Video                    | Gewonnen  |      |
| 2016 | Hold Up                                                             | Best Art Direction                   | Nominiert |      |
| 2016 | Freedom (feat. Kendrick Lamar)                                      | Best Collaboration                   | Nominiert |      |
| 2016 | Beyoncé: Lemonade                                                   | Breakthrough Long Form Video         | Gewonnen  |      |
| 2018 | Apeshit (feat. Jay-Z)                                               | Video of the Year                    | Nominiert |      |
| 2018 | Apeshit (feat. Jay-Z)                                               | Best Collaboration                   | Nominiert |      |
| 2018 | Apeshit (feat. Jay-Z)                                               | Best Hip Hop                         | Nominiert |      |
| 2018 | Apeshit (feat. Jay-Z)                                               | Best Cinematography                  | Gewonnen  |      |
| 2018 | Apeshit (feat. Jay-Z)                                               | Best Editing                         | Nominiert |      |
| 2018 | Apeshit (feat. Jay-Z)                                               | Best Direction                       | Nominiert |      |
| 2018 | Apeshit (feat. Jay-Z)                                               | Best Choreography                    | Nominiert |      |
| 2018 | Apeshit (feat. Jay-Z)                                               | Best Art Direction                   | Gewonnen  |      |
| 2018 | Walk on Water (mit Eminem)                                          | Best Visual Effects                  | Nominiert |      |
| 2020 | Savage (Remix) (Megan Thee Stallion feat. Beyoncé)                  | Song of Summer                       | Nominiert |      |
| 2021 | Brown Skin Girl (Beyoncé, Saint Jhn & Wizkid feat. Blue Ivy Carter) | Best R&B                             | Nominiert |      |
| 2021 | Brown Skin Girl (Beyoncé, Saint Jhn & Wizkid feat. Blue Ivy Carter) | Best Cinematography                  | Gewonnen  |      |
| 2021 | Already (mit Shatta Wale und Major Lazer)                           | Best Art Direction                   | Nominiert |      |

### MTV Video Music Awards Japan
| Jahr | Ausgezeichnet / Nominiert für                           | Award                  | Resultat  | Ref. |
| ---- | ------------------------------------------------------- | ---------------------- | --------- | ---- |
| 2002 | Independent Women Part I (als Teil von Destiny’s Child) | Best Video from a Film | Nominiert |      |
| 2003 | Work It Out                                             | Best Video from a Film | Nominiert |      |
| 2004 | Crazy in Love (mit Jay-Z)                               | Best Female Video      | Nominiert |      |
| 2004 | Crazy in Love (mit Jay-Z)                               | Best Collaboration     | Gewonnen  |      |
| 2006 | Stand Up for Love                                       | Best R&B Video         | Nominiert |      |
| 2006 | Destiny’s Child                                         | Inspiration Award      | Gewonnen  |      |
| 2007 | Listen                                                  | Best Video from a Film | Nominiert |      |
| 2009 | If I Were a Boy                                         | Best female Video      | Nominiert |      |
| 2010 | Telephone (Lady Gaga feat. Beyonce)                     | Best Collaboration     | Nominiert |      |
| 2012 | Run the World (Girls)                                   | Best Pop Video         | Nominiert |      |
| 2012 | Run the World (Girls)                                   | Best Choreography      | Nominiert |      |
| 2014 | Beyoncé                                                 | Best Album of the Year | Nominiert |      |
| 2014 | Drunk in Love (feat. Jay-Z)                             | Best Female Video      | Nominiert |      |
| 2014 | Drunk in Love (feat. Jay-Z)                             | Best R&B Video         | Nominiert |      |
| 2016 | Lemonade                                                | Best Album of the Year | Gewonnen  |      |
| 2016 | Formation                                               | Best Female Video      | Nominiert |      |

### MTV Video Music Brazil Awards
| Jahr | Ausgezeichnet / Nominiert für | Award                     | Resultat  | Ref. |
| ---- | ----------------------------- | ------------------------- | --------- | ---- |
| 2004 | Baby Boy (feat. Sean Paul)    | Best International Video  | Nominiert |      |
| 2005 | Lose My Breath                | Best International Video  | Nominiert |      |
| 2009 | Beyoncé Knowles               | Best International Artist | Nominiert |      |
| 2010 | Beyoncé Knowles               | Best International Artist | Nominiert |      |
| 2011 | Beyoncé Knowles               | Best International Artist | Nominiert |      |

### NME Awards
| Jahr | Ausgezeichnet / Nominiert für | Award                     | Resultat  | Ref. |
| ---- | ----------------------------- | ------------------------- | --------- | ---- |
| 2010 | Beyoncé Knowles               | Hero of the Year          | Nominiert |      |
| 2012 | Countdown                     | Best Video                | Nominiert |      |
| 2017 | Lemonade                      | Best Album                | Nominiert |      |
| 2017 | Lemonade                      | Music Moment of the Year  | Nominiert |      |
| 2017 | Formation                     | Best Video                | Nominiert |      |
| 2017 | Beyoncé Knowles               | Best International Female | Nominiert |      |
| 2017 | Beyoncé Knowles               | Hero of the Year          | Gewonnen  |      |
| 2020 | Homecoming: A Film by Beyoncé | Best Music Film           | Nominiert |      |

### NRJ Music Awards (France)
| Jahr | Ausgezeichnet / Nominiert für              | Award                                   | Resultat  | Ref. |
| ---- | ------------------------------------------ | --------------------------------------- | --------- | ---- |
| 2001 | Destiny’s Child                            | International Duo/Group                 | Gewonnen  |      |
| 2001 | Independent Women Part I (Destiny’s Child) | Best Soundtrack Song                    | Gewonnen  |      |
| 2004 | Beyoncé Knowles                            | International Female Artist of the Year | Gewonnen  |      |
| 2004 | Beyoncé Knowles                            | Best R&B                                | Gewonnen  |      |
| 2007 | Listen                                     | Best Song in a Film                     | Nominiert |      |
| 2010 | Beyoncé Knowles                            | NRJ Award of Honor                      | Nominiert |      |
| 2010 | I Am … Sasha Fierce                        | International Album of the Year         | Nominiert |      |
| 2011 | Telephone (Lady Gaga feat. Beyonce)        | Music Video of the Year                 | Gewonnen  |      |
| 2011 | Telephone (Lady Gaga feat. Beyonce)        | International Collaboration of the Year | Nominiert |      |
| 2012 | Beyoncé Knowles                            | International Female Artist of the Year | Nominiert |      |
| 2014 | Beyoncé Knowles                            | International Female Artist of the Year | Nominiert |      |
| 2016 | Beyoncé Knowles                            | International Female Artist of the Year | Nominiert |      |

### People Choice Awards, USA
2004
- Favorite Female Performer gewonnen

2008
- Favorite Female Performer nominiert
- Irreplaceable – Favorite Pop Song nominiert
- Beautiful Liar
Shared mit: Shakira – Favorite R&B Song nominiert

2009
- Favorite Female Artist nominiert
- Favorite Pop Artist nominiert
- Favorite R&B Artist nominiert
- Ego Remix
Shared mit: Kanye West – Favorite Collaboration nominiert

### Premios Oye, Mexico
2007
- B'Day – Album of the Year (International) gewonnen

2009
- I Am... Sasha Fierce – Album of the Year (International) nominiert
- Single Ladies (Put A Ring On It) – Record of the Year (International) nominiert

### Radio Music Awards, USA
2003
- Best Hook-Up Song nominiert

2004
- Artist of the Year – Top 40 Radio gewonnen

### Soul Train Music Awards, USA
2004
- Dangerously in Love – Best R&B/Soul Album – Female gewonnen
- Sammy Davis Jr. Award for Entertainer of the Year gewonnen

2005
- Naughty Girl – Best R&B/Soul Single – Female nominiert

2006
- Irreplaceable – Best R&B/Soul Single – Female gewonnen
- B'Day – Best R&B/Soul Album – Female nominiert
- Irreplaceable – Michael Jackson Award for Best R&B/Soul/Rap Video nominiert

2007
- Representing: B'Day – Best Female Singer gewonnen
- Déjà Vu – Best Song gewonnen

2009
- Single Ladies (Put a Ring on It) – Song of the Year gewonnen
- I Am...Sasha Fierce – Album of the Year gewonnen
- Single Ladies (Put a Ring On It) – Record of the Year gewonnen
- Best Female R&B/Soul Artist gewonnen

### Teen Choice Awards
2007
- Choice Music: R&B Artist nominiert

2008
- Choice Music: R&B Artist nominiert

2009
- Choice Music: R&B Artist gewonnen
- Single Ladies (Put a Ring on It) – Best R&B Song gewonnen
- Halo – Best Love Song nominiert
- I Am... Sasha Fierce – Choice Music Album: Female Artist nominiert
- Choice Female Hottie nominiert
- Obsessed – Best Actress (Drama) nominiert
- Obsessed – Best Movie (Drama) nominiert
- Obsessed – Choice Movie Rumble nominiert

2010
- Choice Music: R&B Artist gewonnen
- Love on Top – Best R&B/Hip-Hop-Song nominiert

### The Record of the Year, UK (ITV)
2003
- Crazy in Love – Record of the Year nominiert

2007
- Beautiful Liar – Record of the Year nominiert

### Urban Music Awards
2009
- Halo – Best Single nominiert

### VH1, USA
2003
- Big in 03
Big Entertainer gewonnen

2007
- Soul VIBE Award
R&B Artist of the Year gewonnen
- Soul VIBE Award
VStyle gewonnen
- Irreplaceable – Soul VIBE Award
Song of the Year nominiert
- Get Me Bodied – Soul VIBE Award
Video of the Year nominiert

### Vibe Awards, USA
2003
- Crazy in Love – Coolest Collabo gewonnen
- Most Stylish Artist Ever – gewonnen

### World Music Awards
2004
- Representing: Dangerously in Love – World’s Best-Selling Female Solo Artist nominiert

2006
- Representing: B'Day – World’s Best-Selling R&B Artist gewonnen

2007
- Representing: B'Day – World’s Best-Selling Female Pop Artist nominiert
- Representing: B'Day – World’s Best-Selling R&B Artist nominiert

2008
- Outstanding Contribution To The Arts gewonnen

2009
- Single Ladies – Best Song Of The Year nominiert

## Weitere Preise

### Allure Beauty Awards
Das US-amerikanische Frauenmagazin Allure vergibt jährlich Preise.
| Jahr | Ausgezeichnet / Nominiert für | Award    | Resultat | Ref.    |
| ---- | ----------------------------- | -------- | -------- | ------- |
| 2015 | Beyoncé Knowles               | Nail Art | Gewonnen | [ 154 ] |

### Capricho Awards
| Jahr | Ausgezeichnet / Nominiert für | Award                                    | Resultat | Ref. |
| ---- | ----------------------------- | ---------------------------------------- | -------- | ---- |
| 2007 | Beyoncé Knowles               | Most Stylish International Female Artist | Gewonnen |      |
| 2013 | Beyoncé Knowles               | Best Show in Brazil                      | Gewonnen |      |

### Cosmic Executive Women
| Jahr | Ausgezeichnet / Nominiert für | Award                        | Resultat | Ref. |
| ---- | ----------------------------- | ---------------------------- | -------- | ---- |
| 2011 | Heat                          | Fragrance of the Year (mass) | Gewonnen |      |

### Creative Circle Awards
| Jahr | Ausgezeichnet / Nominiert für                                      | Award                 | Resultat | Ref. |
| ---- | ------------------------------------------------------------------ | --------------------- | -------- | ---- |
| 2016 | Runnin' (Lose It All) (Naughty Boy feat. Beyoncé & Arrow Benjamin) | Best Music Promo Film | Bronze   |      |

### Digital Spy Awards
| Jahr | Ausgezeichnet / Nominiert für              | Award       | Resultat | Ref. |
| ---- | ------------------------------------------ | ----------- | -------- | ---- |
| 2009 | Alexandra Burke & Beyoncé bei The X Factor | Best Moment | Gewonnen |      |

### Duftstars
| Jahr | Ausgezeichnet / Nominiert für | Award                | Resultat | Ref. |
| ---- | ----------------------------- | -------------------- | -------- | ---- |
| 2011 | Heat                          | Best Lifestyle Damen | Gewonnen |      |

### E! Awards
| Jahr | Ausgezeichnet / Nominiert für | Award                | Resultat    | Ref. |
| ---- | ----------------------------- | -------------------- | ----------- | ---- |
| 2021 | Beyoncé Knowles               | Fashion Hall of Fame | Aufgenommen |      |

### Effie
| Jahr | Ausgezeichnet / Nominiert für                  | Award                  | Resultat | Ref. |
| ---- | ---------------------------------------------- | ---------------------- | -------- | ---- |
| 2014 | Welcoming Beyonce to the World's Biggest Stage | Entertainment & Sports | Bronze   |      |

### Grio Awards
Der Grio Award wurde jährlich von der Website The Grio vergeben, deren Zielgruppe insbesondere Afroamerikaner sind. Der Preis wurde an verschiedene Medienpersönlichkeiten vergeben.
| Jahr | Ausgezeichnet / Nominiert für | Award                 | Resultat | Ref.    |
| ---- | ----------------------------- | --------------------- | -------- | ------- |
| 2010 | Beyoncé Knowles               | Honoree for Musicians | Gewonnen | [ 155 ] |

### International Hologram Manufacturers Association Awards
Die International Hologram Manufacturers Association ist eine Non-Profit-Organisation aus Sunbury-on-Thames, die sich weltweit um die Belange von Hologramm-Herstellern kümmert. Sie vergeben jährlich den International Hologram Manufacturers Association Awards. 2011 wurde Beyoncé für ihr Parfüm Beyoncé Pulse ausgezeichnet, in deren Verpackung ein Hologram eingearbeitet ist.
| Jahr | Ausgezeichnet / Nominiert für | Award                           | Resultat | Ref.    |
| ---- | ----------------------------- | ------------------------------- | -------- | ------- |
| 2011 | Beyoncé Pulse                 | Best Applied Decorative Product | Gewonnen | [ 156 ] |

### London International Awards
Der London International Award werden jährlich in Las Vegas vergeben. Der Preis soll Kreativität im Werbebereich auszeichnen.
| Jahr | Ausgezeichnet / Nominiert für | Award            | Resultat | Ref.    |
| ---- | ----------------------------- | ---------------- | -------- | ------- |
| 2016 | Formation                     | Best Music Video | Bronze   | [ 157 ] |

### McDonald’s
Zusammen mit Destiny’s Child wurde Beyoncé 2001 für ihre Wohltätigkeitsaktionen ausgezeichnet.
| Jahr | Ausgezeichnet / Nominiert für | Award                             | Resultat | Ref.    |
| ---- | ----------------------------- | --------------------------------- | -------- | ------- |
| 2001 | Destiny’s Child               | Caring Hands, Caring Hearts Award | Gewonnen | [ 158 ] |

### NAACP Image Awards
Der NAACP Image Award ist ein Preis, der jährlich von der amerikanischen National Association for the Advancement of Colored People (NAACP) für besondere Leistungen vergeben wird, die in den Bereichen Film, Fernsehen, Musik und Literatur von Afroamerikanern erbracht werden. Beyoncé ist seit 2021 der Künstler mit den meisten Awards in der Geschichte der Veranstaltung. Die Zählweise wird dadurch erschwert, das sie auch mit Destiny’s Child, als Teil des Duos The Carters sowie mit verschiedenen anderen Künstlern Awards gewonnen hat. Sie hat mehr als 20 Awards als Solokünstlerin.
| Jahr | Ausgezeichnet / Nominiert für                                       | Award                                                  | Resultat  | Ref.    |
| ---- | ------------------------------------------------------------------- | ------------------------------------------------------ | --------- | ------- |
| 2000 | Destiny’s Child                                                     | Outstanding Duo or Group                               | Gewonnen  | [ 158 ] |
| 2001 | Destiny’s Child                                                     | Outstanding Duo or Group                               | Gewonnen  | [ 158 ] |
| 2002 | Destiny’s Child                                                     | Outstanding Duo or Group                               | Gewonnen  | [ 158 ] |
| 2004 | Beyoncé Knowles                                                     | Entertainer of the Year                                | Gewonnen  | [ 160 ] |
| 2004 | Beyoncé Knowles                                                     | Outstanding Female Artist                              | Nominiert | [ 160 ] |
| 2004 | Beyoncé Knowles                                                     | Outstanding New Artist                                 | Nominiert | [ 160 ] |
| 2004 | Fighting Temptations                                                | Outstanding Actress in a Motion Picture                | Nominiert | [ 160 ] |
| 2004 | Crazy in Love (mit Jay-Z)                                           | Outstanding Song                                       | Nominiert | [ 160 ] |
| 2004 | Crazy in Love (mit Jay-Z)                                           | Outstanding Music Video                                | Nominiert | [ 160 ] |
| 2005 | Destiny’s Child                                                     | Outstanding Duo or Group                               | Gewonnen  | [ 158 ] |
| 2006 | Destiny’s Child                                                     | Outstanding Duo or Group                               | Gewonnen  | [ 158 ] |
| 2007 | Beyoncé Knowles                                                     | Outstanding Female Artist                              | Nominiert | [ 161 ] |
| 2007 | Dreamgirls                                                          | Outstanding Actress in a Motion Picture                | Nominiert | [ 161 ] |
| 2007 | Dreamgirls: Music from the Motion Picture                           | Outstanding Album                                      | Gewonnen  | [ 161 ] |
| 2007 | B’Day                                                               | Outstanding Album                                      | Nominiert | [ 161 ] |
| 2007 | Irreplaceable                                                       | Outstanding Song                                       | Nominiert | [ 161 ] |
| 2007 | Irreplaceable                                                       | Outstanding Music Video                                | Nominiert | [ 161 ] |
| 2008 | Beyoncé Knowles                                                     | Outstanding Female Artist                              | Nominiert | [ 162 ] |
| 2008 | Beautiful Liar (mit Shakira)                                        | Outstanding Music Video                                | Nominiert | [ 162 ] |
| 2009 | Beyoncé Knowles                                                     | Outstanding Female Artist                              | Gewonnen  | [ 163 ] |
| 2009 | I Am … Sasha Fierce                                                 | Outstanding Album                                      | Nominiert | [ 163 ] |
| 2009 | Single Ladies (Put a Ring on It)                                    | Outstanding Song                                       | Nominiert | [ 163 ] |
| 2009 | Single Ladies (Put a Ring on It)                                    | Outstanding Music Video                                | Nominiert | [ 163 ] |
| 2009 | If I Were a Boy                                                     | Outstanding Music Video                                | Nominiert | [ 163 ] |
| 2010 | Cadillac Records                                                    | Outstanding Supporting Actress in a Motion Picture     | Nominiert | [ 164 ] |
| 2011 | I Am … Tour                                                         | Outstanding Variety – Series or Special                | Nominiert | [ 165 ] |
| 2011 | Why Don't You Love Me                                               | Outstanding Music Video                                | Nominiert | [ 165 ] |
| 2012 | Beyoncé Knowles                                                     | Outstanding Female Artist                              | Nominiert | [ 166 ] |
| 2012 | 4                                                                   | Outstanding Album                                      | Nominiert | [ 166 ] |
| 2012 | Best Thing I Never Had                                              | Outstanding Song                                       | Nominiert | [ 166 ] |
| 2012 | I Was Here                                                          | Outstanding Music Video                                | Nominiert | [ 166 ] |
| 2014 | Beyoncé Knowles                                                     | Entertainer of the Year                                | Nominiert | [ 167 ] |
| 2014 | Beyoncé Knowles                                                     | Outstanding Female Artist                              | Gewonnen  | [ 167 ] |
| 2014 | Life Is But a Dream                                                 | Outstanding Documentary                                | Nominiert | [ 167 ] |
| 2015 | Beyoncé Knowles                                                     | Entertainer of the Year                                | Nominiert | [ 168 ] |
| 2015 | Beyoncé Knowles                                                     | Outstanding Female Artist                              | Gewonnen  | [ 168 ] |
| 2015 | On the Run Tour: Beyoncé and Jay-Z                                  | Outstanding Variety – Series or Special                | Nominiert | [ 168 ] |
| 2015 | Beyoncé: Platinum Edition                                           | Outstanding Album                                      | Nominiert | [ 168 ] |
| 2015 | Pretty Hurts                                                        | Outstanding Song                                       | Nominiert | [ 168 ] |
| 2015 | Pretty Hurts                                                        | Outstanding Music Video                                | Nominiert | [ 168 ] |
| 2017 | Beyoncé Knowles                                                     | Entertainer of the Year                                | Nominiert | [ 169 ] |
| 2017 | Beyoncé Knowles                                                     | Outstanding Female Artist                              | Gewonnen  | [ 169 ] |
| 2017 | Beyoncé: Lemonade                                                   | Outstanding Variety – Series or Special                | Nominiert | [ 169 ] |
| 2017 | Lemonade                                                            | Outstanding Album                                      | Gewonnen  | [ 169 ] |
| 2017 | Freedom (feat. Kendrick Lamar)                                      | Outstanding Duo, Group or Collaboration                | Gewonnen  | [ 169 ] |
| 2017 | Freedom (feat. Kendrick Lamar)                                      | Outstanding Song                                       | Gewonnen  | [ 169 ] |
| 2017 | Formation                                                           | Outstanding Song                                       | Nominiert | [ 169 ] |
| 2017 | Formation                                                           | Outstanding Music Video                                | Gewonnen  | [ 169 ] |
| 2018 | Beyoncé Knowles                                                     | Outstanding Female Artist                              | Nominiert | [ 170 ] |
| 2019 | Beyoncé Knowles                                                     | Entertainer of the Year                                | Gewonnen  | [ 171 ] |
| 2019 | Apeshit (mit Jay-z)                                                 | Outstanding Music Video                                | Nominiert | [ 171 ] |
| 2019 | Everything Is Love (mit The Carters)                                | Outstanding Album                                      | Nominiert | [ 171 ] |
| 2019 | Everything Is Love (mit The Carters)                                | Outstanding Duo or Group                               | Nominiert | [ 171 ] |
| 2020 | Beyoncé Knowles                                                     | Outstanding Female Artist                              | Gewonnen  | [ 172 ] |
| 2020 | Homecoming: A Film by Beyoncé                                       | Outstanding Variety – Series or Special                | Gewonnen  | [ 172 ] |
| 2020 | Homecoming: A Film by Beyoncé                                       | Outstanding Documentary                                | Nominiert | [ 172 ] |
| 2020 | Homecoming: The Live-Album                                          | Outstanding Album                                      | Gewonnen  | [ 172 ] |
| 2020 | Before I Let Go                                                     | Outstanding Song – Contemporary                        | Gewonnen  | [ 172 ] |
| 2020 | Spirit                                                              | Outstanding Song – Traditional                         | Gewonnen  | [ 172 ] |
| 2020 | Brown Skin Girl (Beyoncé, Saint Jhn & Wizkid feat. Blue Ivy Carter) | Outstanding Duo, Group or Collaboration                | Gewonnen  | [ 172 ] |
| 2020 | The Lion King: The Gift                                             | Outstanding Soundtrack/Compilation Album               | Gewonnen  | [ 172 ] |
| 2021 | Beyoncé Knowles                                                     | Outstanding Female Artist                              | Gewonnen  | [ 159 ] |
| 2021 | Black Is King                                                       | Outstanding Variety Show                               | Nominiert | [ 159 ] |
| 2021 | Black Is King                                                       | Outstanding Directing in a Television Movie or Special | Nominiert | [ 159 ] |
| 2021 | Black Is King                                                       | Outstanding Music Video/Visual Album                   | Nominiert | [ 159 ] |
| 2021 | Brown Skin Girl (Beyoncé, Saint Jhn & Wizkid feat. Blue Ivy Carter) | Outstanding Music Video/Visual Album                   | Gewonnen  | [ 159 ] |
| 2021 | Black Parade                                                        | Outstanding Soul/R&B Song                              | Nominiert | [ 159 ] |
| 2021 | Savage (Remix) (Megan Thee Stallion feat. Beyoncé)                  | Outstanding Hip Hop/Rap Song                           | Gewonnen  | [ 159 ] |
| 2021 | Savage (Remix) (Megan Thee Stallion feat. Beyoncé)                  | Outstanding Duo, Group or Collaboration (Contemporary) | Gewonnen  | [ 159 ] |

### Nickelodeon Kids’ Choice Awards
| Jahr | Ausgezeichnet / Nominiert für    | Award                                        | Resultat  | Ref.    |
| ---- | -------------------------------- | -------------------------------------------- | --------- | ------- |
| 2003 | Austin Powers in Goldständer     | Favorite Female Buttkicker                   | Nominiert | [ 173 ] |
| 2004 | Beyoncé Knowles                  | Favorite Female Singer                       | Nominiert | [ 174 ] |
| 2004 | Crazy in Love (mit Jay-Z)        | Favorite Song                                | Nominiert | [ 174 ] |
| 2005 | Beyoncé Knowles                  | Favorite Female Singer                       | Nominiert | [ 175 ] |
| 2007 | Beyoncé Knowles                  | Favorite Female Singer                       | Gewonnen  | [ 176 ] |
| 2007 | Irreplaceable                    | Favorite Song                                | Gewonnen  | [ 176 ] |
| 2008 | Beyoncé Knowles                  | Favorite Female Singer                       | Nominiert | [ 177 ] |
| 2009 | Beyoncé Knowles                  | Favorite Female Singer                       | Nominiert | [ 178 ] |
| 2009 | Single Ladies (Put a Ring on It) | Favorite Song                                | Gewonnen  | [ 178 ] |
| 2010 | Beyoncé Knowles                  | Favorite Female Singer                       | Nominiert | [ 179 ] |
| 2015 | Beyoncé Knowles                  | Favorite Female Singer                       | Nominiert | [ 180 ] |
| 2017 | Formation                        | Best Music Video                             | Nominiert | [ 181 ] |
| 2017 | Beyoncé Knowles                  | Favorite Female Singer                       | Nominiert | [ 181 ] |
| 2018 | Beyoncé Knowles                  | Favorite Female Singer                       | Nominiert | [ 182 ] |
| 2019 | Beyoncé Knowles                  | Favorite Female Singer                       | Nominiert | [ 183 ] |
| 2020 | Beyoncé Knowles                  | Favorite Female Singer                       | Nominiert | [ 184 ] |
| 2020 | Der König der Löwen              | Favorite Female Voice from an Animated Movie | Gewonnen  | [ 184 ] |
| 2021 | Beyoncé Knowles                  | Favorite Female Singer                       | Nominiert | [ 185 ] |

### Shorty Awards
| Jahr | Ausgezeichnet / Nominiert für       | Award                          | Resultat  | Ref.    |
| ---- | ----------------------------------- | ------------------------------ | --------- | ------- |
| 2017 | Beyoncé & Blue Ivy Carter           | Instagram Picture of the Year  | Nominiert | [ 186 ] |
| 2017 | Lemonade                            | Gif of the Year                | Nominiert | [ 186 ] |
| 2018 | Beyoncé Knowles' Birth Announcement | Instagram of the Year          | Nominiert | [ 187 ] |
| 2020 | Beyoncé Knowles                     | Celebrity–Arts & Entertainment | Nominiert | [ 188 ] |
| 2020 | Beyoncé Knowles on shoes            | Instagram Content of the Year  | Nominiert | [ 188 ] |

### Webby Awards
| Jahr | Ausgezeichnet / Nominiert für | Award                   | Resultat  | Ref.    |
| ---- | ----------------------------- | ----------------------- | --------- | ------- |
| 2014 | Beyoncé Knowles               | People's Voice Award    | Gewonnen  | [ 189 ] |
| 2016 | Beyoncé Knowles               | Best Music Website      | Nominiert | [ 190 ] |
| 2016 | Beyoncé Knowles               | Best Use of Photography | Gewonnen  | [ 190 ] |
| 2017 | Formation                     | Best Music Video        | Gewonnen  | [ 191 ] |